# Список викопних птахів
Вважають, що птахи походять від пернатих динозаврів-теропод, і немає ніякої реальної розділової лінії між птахами і динозаврами, за винятком, звичайно, що деякі з птахів пережили крейдо-палеогенове вимирання в той час як динозаври — ні. У цій статті, «птахом» вважається будь-який член клади Aves. Деякі динозаври, які можуть бути або не бути справжніми птахами, перелічені у розділі «птахоподібні динозаври».
Ця сторінка містить список доісторичних таксонів птахів відомі лише за повними скам'янілими зразками. Вони вимерли без значного втручання людини. У той час як ранні гомініди їли птахів і особливо їхні яйця, людської популяції і технологій було недостатньо, щоб серйозно вплинути на популяції птахів. Швидше за все, причинами вимирання були абіотичні події, такі як падіння метеорита, зміни клімату, пов'язаного з орбітальним зрушення, масивні вулканічні виверження тощо Крім того, деякі види, можливо, вимерли через еволюційну конкуренцію з прогресивнішими видами.
Зв'язки між таксонами часто важко визначити, оскільки багато з них відомі тільки з дуже фрагментарних зразків і у зв'язку з повним скам'янінням, неможливості аналізу ДНК, РНК або білкової послідовності.

## Таксономічний список доісторичних птахів

### †Деякі птахоподібні динозаври
Цей розділ містить таксони різної спорідненості із птахами, але всі вони свого часу надали важливі свідчення про походження птахів.
| Українська назва                        | Латинська назва | Геологічний період               | Місця знахідок | Примітки | Зображення |
| Протоавіс                               | «Protoavis»     | пізній тріас 210М                | Техас, США     | nomen dubium — можливо це лише химера (суміш залишків різних видів). Вважався близьким до предків птахів у деяких нетероподових теоріях походження птахів. |            |
| Палеоптерикс                            | Palaeopteryx    | пізній юрський період 153М       | Колорадо, США  | nomen dubium |            |
| Oviraptorosauria                        |                 |                                  |                | |            |
| Авімім                                  | Avimimus        | (пізній крейдовий період) 85-70М | Монголія       | мав пір'я, але не літав |            |
| Каудіптерикс                            | Caudipteryx     | ранній крейдовий період 125М     | Китай          | мав криюче пір'я, як і сучасні птахи. Породив нові дискусії навколо походження птахів.                                                                     |            |
| Therizinosauria                         |                 |                                  |                | |            |
| Бейпяозавр                              | Beipiaosaurus   | ранній крейдовий період 125М     | Китай          | Оперений динозавр |            |
| Родина: Alvarezsauridae/Parvicursoridae |                 |                                  |                | |            |
| Шувуя                                   | Shuvuuia        | пізній крейдовий період 75М      | Монголія       | Присутнє пухове оперення |            |
| Родина: Dromaeosauridae                 |                 |                                  |                | |            |
| Мікрораптор                             | Microraptor     | ранній крейдовий період 130М     | Китай          | Чотирикрилий динозавр |            |
| Рахонавіс                               | Rahonavis       | пізній крейдовий період 83-70М   | Мадагаскар     | Можливо мав здатність до активного польоту |            |

### †БазальніAvialae
Найпримітивніші «птахи», як правило, все ще володіють довгими костистими хвостами, зазвичай злитими хребцями. Не всі були на лінії предків птахів, вони є ближче до інших теропод, ніж до Avialae.
| Українська назва            | Латинська назва                 | Геологічний період               | Місця знахідок | Примітки                                                           | Зображення |
| Базальні форми              |                                 |                                  |                |                                                                    |            |
| Балаур                      | Balaur                          | пізня крейда 70М                 | Румунія        |                                                                    |            |
|                             | Fukuipteryx prima               | рання крейда 120М                | Японія         |                                                                    |            |
| Родина: Anchiornithidae     |                                 |                                  |                |                                                                    |            |
| Анхіорніс                   | Anchiornis                      | пізній юрський період 160-155М   | Ляонін, Китай  |                                                                    |            |
| Педопенна                   | Pedopenna                       | пізній юрський період 145М       | Китай          |                                                                    |            |
| Сяотінгія                   | Xiaotingia                      | пізній юрський період            | Ляонін, Китай  |                                                                    |            |
| Ауроніс                     | Aurornis xui                    | пізній юрський період            | Ляонін, Китай  | на думку деяких науковців, найдавніший відомий рід вимерлих птахів |            |
| Родина: Scansoriopterygidae |                                 |                                  |                |                                                                    |            |
| Епідексиптерикс             | Epidexipteryx                   | пізній юрський період?           | Китай          | Оперений динозавр                                                  |            |
| Скансоріоптерикс            | Scansoriopteryx/Epidendrosaurus | пізній юрський період? 154М      | Китай          | Оперений динозавр розміром з горобця                               |            |
| Ряд: Archaeopterygiformes   |                                 |                                  |                |                                                                    |            |
| Родина: Archaeopterygidae   |                                 |                                  |                |                                                                    |            |
| Археоптерикс                | Archaeopteryx                   | пізній юрський період            | Німеччина      | можливо, найдавніший відомий рід вимерлих птахів                   |            |
| Вельнхоферія                | Wellnhoferia                    | пізній юрський період 150М       | Німеччина      | можливо синонім Archaeopteryx                                      |            |
| Ряд: Jeholornithiformes     |                                 |                                  |                |                                                                    |            |
| Родина: Jeholornithidae     |                                 |                                  |                |                                                                    |            |
| Даляньраптор                | Dalianraptor                    | ранній крейдовий період 120М     | Китай          | можливо синонім Jeholornis                                         |            |
| Джехолорніс                 | Jeholornis                      | ранній крейдовий період 120-125М | Хебей, Китай   |                                                                    |            |
|                             | Jixiangornis                    | ранній крейдовий період 120М     | Китай          | Можливо синонім Jeholornis                                         |            |
|                             | Kompsornis                      | рання крейда 120М                | Китай          |                                                                    |            |
| Ряд: Yandangornithiformes   |                                 |                                  |                |                                                                    |            |
| Родина: Yandangornithidae   |                                 |                                  |                |                                                                    |            |
|                             | Yandangornis                    | пізній крейдовий період 85М      | Китай          |                                                                    |            |

### †БазальніPygostylia
Найдавніші птахи з сучасним пігостилем: зменшиними хвостовими хребцями; можливо парафілетична група.
| Українська назва            | Латинська назва  | Геологічний період           | Місця знахідок | Примітки                               | Зображення |
| Родина: Jinguofortisidae    |                  |                              |                |                                        |            |
| Цзінгуофортіс               | Jinguofortis     | ранній крейдовий період 127М | Китай          |                                        |            |
| Чонмінгія                   | Chongmingia      | ранній крейдовий період 125М | Китай          |                                        |            |
| Кратонавіс                  | Cratonavis       | ранній крейдовий період 120М | Китай          |                                        |            |
| Ряд Confuciusornithiformes  |                  |                              |                |                                        |            |
| Проорніс                    | Proornis         | ранній крейдовий період 130М | Північна Корея | nomen nudum?                           |            |
| Чжонгорніс                  | Zhongornis       | ранній крейдовий період 125М | Китай          | confuciusornithid?                     |            |
| Родина: Confuciusornithidae |                  |                              |                |                                        |            |
| Чаньченьорніс               | Changchengornis  | ранній крейдовий період 125М | Китай          |                                        |            |
| Конфуціусорніс              | Confuciusornis   | ранній крейдовий період 120М | Китай          | Найдавніший птах з справжнім дзьобом   |            |
| Еоконфуціорніс              | Eoconfuciusornis | ранній крейдовий період 131М | Китай          |                                        |            |
| Цзіньчжоуорніс              | Jinzhouornis     | ранній крейдовий період 125М | Китай          | синонім ? Confuciusornis               |            |
| Євгенавіс                   | Evgenavis        | ранній крейдовий період 125М | Росія          |                                        |            |
| Янавіс                      | Yangavis         | ранній крейдовий період 120М | Китай          |                                        |            |
| Ряд Omnivoropterygiformes   |                  |                              |                |                                        |            |
| Родина: Omnivoropterygidae  |                  |                              |                |                                        |            |
| Сапеорніс                   | Sapeornis        | ранній крейдовий період 120М | Китай          |                                        |            |
| Омнівороптерикс             | Omnivoropteryx   | ранній крейдовий період 120М | Китай          | Можливо є молодшим синонімом Sapeornis |            |

### †Енанціорнісові(Enantiornithes)
Вимерлий мезозойський підклас птахів. Разом з Ornithurae (який включає в себе сучасні птахи), вони утворюють Ornithothoraces: птахи адаптовані до польоту в сучасний спосіб. Наприклад, їх лопатки були змінені, щоб дозволити підвищення їхніх крил вище спини.
| Українська назва            | Латинська назва     | Геологічний період             | Місця знахідок               | Примітки                                                  | Зображення        |
| Базальні форми              |                     |                                |                              |                                                           |                   |
| Авімайя                     | Avimaia             | рання крейда 115М              | Китай                        |                                                           |                   |
| Бревіроструавіс             | Brevirostruavis     | рання крейда 120М              | Китай                        | мав довгий язик, як у сучасних колібрі                    |                   |
| Катенолеймус                | Catenoleimus        | пізній крейдовий період 90М    | Узбекистан                   |                                                           |                   |
| Церебавіс                   | Cerebavis           | ранній крейдовий період 97М    | Волгоградська область, Росія |                                                           |                   |
| Кратоавіс                   | Cratoavis           | рання крейда 125М              | Бразилія                     |                                                           |                   |
|                             | Cruralispennia      | ранній крейдовий період 131М   | Китай                        |                                                           |                   |
| Даліньгеорніс               | Dalingheornis       | ранній крейдовий період 122М   | Китай                        | cathayornithid                                            |                   |
| Дуньхуангія                 | Dunhuangia          | ранній крейдовий період 125М   | Китай                        |                                                           |                   |
| Ельбреторніс                | Elbretornis         | пізній крейдовий період 70М    | Аргентина                    |                                                           |                   |
| Електорорніс                | Elektorornis        | пізній крейдовий період 99М    | М'янма                       | виявлений у шматку бурштина. Мав надзвичайно довгі пальці |                   |
| Елсорніс                    | Elsornis            | пізній крейдовий період 80М    | Монголія                     | Flexomornis?                                              |                   |
| Еокатайорніс                | Eocathayornis       | ранній крейдовий період        |                              |                                                           |                   |
| Фалькатакелі                | Falcatakely         | пізня крейда 70М               | Мадагаскар                   | мав дзьоб, схожий на дзьоб тукана                         |                   |
| Фортунгуавіс                | Fortunguavis        | крейдовий період 120М          | Китай                        |                                                           |                   |
|                             | Feitianius          | крейдовий період 124М          | Китай                        |                                                           |                   |
| Флексоморніс                | Flexomornis         | пізній крейдовий період 96М    | Техас, США                   | Elsornis?                                                 |                   |
| Грабауорніс                 | Grabauornis         | крейдовий період 120М          | Китай                        |                                                           |                   |
|                             | Holbotia            | ранній крейдовий період,       | Монголія                     |                                                           |                   |
| Хоуорніс                    | Houornis            | ранній крейдовий період 120М   | Китай                        | Описаний як Cathayornis caudatus                          |                   |
|                             | Huoshanornis        | ранній крейдовий період 120М   | Китай                        |                                                           |                   |
| Ларгірострорніс             | Largirostrornis     | ранній крейдовий період 120М   | Китай                        | cathayornithid? може бути синонімом Cathayornis yandica   |                   |
| Лектавіс                    | Lectavis            | пізній крейдовий період 71М    | Аргентина                    |                                                           |                   |
| Ляоксіорніс                 | Liaoxiornis         | ранній крейдовий період 122М   | Китай                        |                                                           |                   |
|                             | Linyiornis          | крейдовий період               | Китай                        |                                                           |                   |
| Мартінавіс                  | Martinavis          | пізній крейдовий період 75-70М | Франція,США,Аргентина        |                                                           |                   |
| Мірусавіс                   | Mirusavis           | ранній крейдовий період 122М   | Китай                        |                                                           |                   |
|                             | Monoenantiornis     |                                |                              |                                                           |                   |
| Парапротоптерикс            | Paraprotopteryx     | ранній крейдовий період 122М   | Китай                        | enantiornithine? наявність махових пір'їн                 |                   |
| Парвавіс                    | Parvavis            | пізній крейдовий період 94М    | Китай                        |                                                           |                   |
| Пісцівораенанціорніс        | Piscivorenantiornis | ранній крейдовий період 120М   | Китай                        |                                                           |                   |
| Птеригорніс                 | Pterygornis         | рання крейда 120М              | Китай                        |                                                           |                   |
| Сяньорніс                   | Xiangornis          | ранній крейдовий період 120М   | Китай                        |                                                           | [[Файл: \|150px]] |
|                             | Yuanjiawaornis      |                                | Китай                        |                                                           |                   |
| Юнгаволукріс                | Yungavolucris       | пізній крейдовий період 70М    | Аргентина                    | avisaurid?                                                |                   |
| Юорніс                      | Yuornis             | пізній крейдовий період 72М    | Китай                        |                                                           |                   |
| Родина: Kuszholiidae        |                     |                                |                              |                                                           |                   |
| Кусжолія                    | Kuszholia           | пізній крейдовий період 88М    | Узбекистан                   |                                                           |                   |
| Родина: Pengornithidae      |                     |                                |                              |                                                           |                   |
| Чіаппеавіс                  | Chiappeavis         | ранній крейдовий період 120М   | Китай                        |                                                           |                   |
| Еопенорніс                  | Eopengornis         | ранній крейдовий період 136М   | Китай                        |                                                           |                   |
| Парапенорніс                | Parapengornis       | ранній крейдовий період 125М   | Китай                        |                                                           |                   |
| Пенорніс                    | Pengornis           | ранній крейдовий період 120М   | Китай                        |                                                           |                   |
| Юаньшуавіс                  | Yuanchuavis         | ранній крейдовий період 120М   | Китай                        |                                                           |                   |
| Ряд Iberomesornithiformes   |                     |                                |                              |                                                           |                   |
| Родина: Iberomesornithidae  |                     |                                |                              |                                                           |                   |
| Іберомезорніс               | Iberomesornis       | ранній крейдовий період 125М   | Іспанія                      | Найдавніший птах з віялоподібним хвостом                  |                   |
| Ряд Liaoningornithiformes   |                     |                                |                              |                                                           |                   |
| Родина: Liaoningornithidae  |                     |                                |                              |                                                           |                   |
| Еолулавіс                   | Eoalulavis          | ранній крейдовий період 115М   | Іспанія                      | Найдавніший відомий птах з крильцем                       |                   |
| Ляонінорніс                 | Liaoningornis       | ранній крейдовий період 125М   | Китай                        |                                                           |                   |
| Ряд Protopterygiformes      |                     |                                |                              |                                                           |                   |
| Родина: Protopterygidae     |                     |                                |                              |                                                           |                   |
| Цзібейнія                   | Jibeinia            | ранній крейдовий період 122М   | Китай                        |                                                           |                   |
| Протоптерикс                | Protopteryx         | ранній крейдовий період 131М   | Китай                        |                                                           |                   |
| Ряд Eoenantiornithiformes   |                     |                                |                              |                                                           |                   |
| Родина: Eoenantiornithidae  |                     |                                |                              |                                                           |                   |
| Дапіньфаньорніс             | Dapingfangornis     | ранній крейдовий період 120М   | Китай                        |                                                           |                   |
| Еоенанціорніс               | Eoenantiornis       | ранній крейдовий період 125М   | Китай                        |                                                           |                   |
| Родина: Bohaiornithidae     |                     |                                |                              |                                                           |                   |
| Бохайорніс                  | Bohaiornis          | ранній крейдовий період 124М   | Китай                        |                                                           |                   |
|                             | Longusunguis        | ранній крейдовий період 120М   | Китай                        |                                                           |                   |
| Парабохайорніс              | Parabohaiornis      | ранній крейдовий період 120М   | Китай                        |                                                           |                   |
|                             | Shenqiornis         | ранній крейдовий період 122М   | Китай                        |                                                           |                   |
| Сулкавіс                    | Sulcavis            | ранній крейдовий період 122М   | Китай                        |                                                           |                   |
|                             | Gretcheniao         | ранній крейдовий період 125М   | Китай                        |                                                           |                   |
| Чжоуорніс                   | Zhouornis           | ранній крейдовий період 125М   | Китай                        |                                                           |                   |
| Ряд Longipterygiformes      |                     |                                |                              |                                                           |                   |
| Родина: Longipterygidae     |                     |                                |                              |                                                           |                   |
| Болуочія                    | Boluochia           | ранній крейдовий період 120М   | Китай                        |                                                           |                   |
| Камптодонтус                | «Camptodontus»      | ранній крейдовий період 120М   | Китай                        |                                                           |                   |
| Лонгіптерикс                | Longipteryx         | ранній крейдовий період 120М   | Китай                        |                                                           |                   |
| Лонгіростравіс              | Longirostravis      | ранній крейдовий період 125М   | Китай                        |                                                           |                   |
| Отогорніс                   | Otogornis           | ранній крейдовий період        | Китай                        | cathayornithid?                                           |                   |
| Рапаксавіс                  | Rapaxavis           | ранній крейдовий період 120М   | Китай                        |                                                           |                   |
| Шанвейняо                   | Shanweiniao         | ранній крейдовий період 122М   | Китай                        | Найдавніший птах з віялоподібним хвостом                  |                   |
|                             | Shengjingornis      | ранній крейдовий період 120М   | Китай                        |                                                           |                   |
| Ряд Cathayornithiformes     |                     |                                |                              |                                                           |                   |
| Родина: Alethoalaornithidae |                     |                                |                              |                                                           |                   |
| Алетоалаорніс               | Alethoalaornis      | ранній крейдовий період        | Китай                        |                                                           |                   |
| Родина: Cathayornithidae    |                     |                                |                              |                                                           |                   |
| Катайорніс                  | Cathayornis         | ранній крейдовий період 120М   | Китай                        |                                                           |                   |
| Грацілорніс                 | Gracilornis         | крейдовий період 110М          | Китай                        |                                                           |                   |
| Лоньченьорніс               | Longchengornis      | ранній крейдовий період 120М   | Китай                        |                                                           |                   |
| Сінорніс                    | Sinornis            | ранній крейдовий період 120М   | Китай                        | синонім Катайорніс                                        |                   |
| Родина: Concornithidae      |                     |                                |                              |                                                           |                   |
| Конкорніс                   | Concornis           | ранній крейдовий період 125М   | Іспанія                      |                                                           |                   |
|                             | Noguerornis         | ранній крейдовий період 130М   | Іспанія                      |                                                           |                   |
| Квілінія                    | Qiliania            | ранній крейдовий період 120М   | Китай                        |                                                           |                   |
| Ряд Enantiornithiformes     |                     |                                |                              |                                                           |                   |
| Родина: Avisauridae         |                     |                                |                              |                                                           |                   |
| Куспірострісорніс           | Cuspirostrisornis   | ранній крейдовий період 120М   | Китай                        |                                                           |                   |
| Мистіорніс                  | Mystiornis          | ранній крейдовий період 125М   | Росія                        |                                                           |                   |
| Авізавр                     | Avisaurus           | пізній крейдовий період 77М    | США                          |                                                           |                   |
|                             | Bauxitornis         | пізній крейдовий період 85М    | Угорщина                     |                                                           |                   |
| Енанціофенікс               | Enantiophoenix      | пізній крейдовий період 85М    | Ліван                        |                                                           |                   |
| Галіморніс                  | Halimornis          | пізній крейдовий період 80М    | США                          | навколоводний вид                                         |                   |
| Інціорніс                   | Intiornis           | пізній крейдовий період 75М    | Аргентина                    | Найменший енанціорносовий птах з Південної Америки        |                   |
| Неукенорніс                 | Neuquenornis        | пізній крейдовий період 85М    | Патагонія, Аргентина         |                                                           |                   |
| Сороавізавр                 | Soroavisaurus       | пізній крейдовий період 70М    | Аргентина                    |                                                           |                   |
|                             | Mirarce             | пізня крейда 66М               | США                          |                                                           |                   |
| Родина: Gobipterygidae      |                     |                                |                              |                                                           |                   |
| Гобіпіпус                   | Gobipipus           | крейдовий період 85М           | Монголія                     |                                                           |                   |
| Гобіптерикс                 | Gobipteryx          | пізній крейдовий період 75М    | Монголія                     |                                                           |                   |
| Вескорніс                   | Vescornis           | ранній крейдовий період 122М   |                              |                                                           |                   |
| Родина: Enantiornithidae    |                     |                                |                              |                                                           |                   |
| Енанціорніс                 | Enantiornis         | пізній крейдовий період 70М    | Аргентина і Узбекистан       | Один з найбільших енанціорнісових птахів                  |                   |
| Гурілінія                   | Gurilynia           | пізній крейдовий період 70-65М | Монголія                     |                                                           |                   |
| Нанантіус                   | Nanantius           | ранній крейдовий період 115М   | Китай                        |                                                           |                   |
| Вілейя                      | Wyleyia             | ранній крейдовий період 138М   | Англія                       |                                                           |                   |
| Родина: Alexornithidae      |                     |                                |                              |                                                           |                   |
| Абаворніс                   | Abavornis           | пізній крейдовий період 92М    | Узбекистан                   |                                                           |                   |
| Алексорніс                  | Alexornis           | пізній крейдовий період 75М    | Баха-Каліфорнія, Мексика     |                                                           |                   |
| Експлорорніс                | Explorornis         | пізній крейдовий період 90М    | Узбекистан                   | досягали 15-25 см завдовжки                               |                   |
| Інколорніс                  | Incolornis          | пізній крейдовий період 89М    | Узбекистан                   | euenantiornithine?                                        |                   |
| Кизилкумавіс                | Kizylkumavis        | пізній крейдовий період 90М    | Узбекистан                   |                                                           |                   |
| Ленесорніс                  | Lenesornis          | пізній крейдовий період 78М    | Узбекистан                   |                                                           |                   |
| Сазавіс                     | Sazavis             | пізній крейдовий період 92М    | Узбекистан                   |                                                           |                   |
| Жираорніс                   | Zhyraornis          | пізній крейдовий період 92М    | Узбекистан                   |                                                           |                   |

### †БазальніEuornithes
Мали вигляд сучасних птахів, за винятком кількох примітивних рис, такі як зуби або кігті накрилах. Вони мали лемішоподібний пігостиль.
| Українська назва           | Латинська назва   | Геологічний період           | Місця знахідок | Примітки                                                           | Зображення |
| Базальні форми             |                   |                              |                |                                                                    |            |
| Археоринхус                | Archaeorhynchus   | ранній крейдовий період 125М | Китай          |                                                                    |            |
|                            | Bellulornis       | ранній крейдовий період 125М | Китай          |                                                                    |            |
| Чанмаорніс                 | Changmaornis      | ранній крейдовий період 120М | Китай          |                                                                    |            |
|                            | Changzuiornis     | крейдовий період 122М        | Китай          |                                                                    |            |
|                            | Eogranivora       | крейдовий період 125М        | Китай          |                                                                    |            |
| Гаргантюавіс               | Gargantuavis      | пізня крейда 70М             | Франція        | Найбільший птах мезозойської ери                                   |            |
| Голанда                    | Hollanda          | пізня крейда 75 М            | Монголія       | дрібний наземний хижак                                             |            |
| Хорезмавіс                 | Horezmavis        | пізня крейда 90М             | Узбекистан     |                                                                    |            |
| Гульсанпес                 | Hulsanpes         | пізня крейда 70М             | Монголія       |                                                                    |            |
| Ітеравіс                   | Iteravis          | рання крейда 128М            | Китай          |                                                                    |            |
| Джіанхангорніс             | Jianchangornis    | пізня крейда 120М            | Китай          |                                                                    |            |
|                            | Jiuquanornis      | пізня крейда 120М            | Китай          |                                                                    |            |
|                            | Juehuaornis       | пізня крейда 122М            | Китай          |                                                                    |            |
|                            | Khinganornis      | пізня крейда 120М            | Китай          |                                                                    |            |
| Платанавіс                 | Platanavis        | пізня крейда 89М             | Узбекистан     |                                                                    |            |
| Шізоура                    | Schizooura        | рання крейда 120М            | Китай          |                                                                    |            |
|                            | Mengciusornis     | рання крейда 120М            | Китай          |                                                                    |            |
| Ворона                     | Vorona            | пізня крейда                 | Мадагаскар     | Назва утворена від vorona, що малагасійською мовою означає «птах». |            |
| Сінгайорніс                | Xinghaiornis      | пізня крейда 125М            | Китай          |                                                                    |            |
| Юйменорніс                 | Yumenornis        | рання крейда 120М            | Китай          |                                                                    |            |
| Чжонянорніс                | Zhongjianornis    | рання крейда 70М             | Китай          | Був розміром з голуба                                              |            |
| Родина:Patagopterygidae    |                   |                              |                |                                                                    |            |
| Аламіторніс                | Alamitornis       | пізня крейда 85М             | Аргентина      |                                                                    |            |
| Патагоптерикс              | Patagopteryx      | пізня крейда 85М             | Аргентина      |                                                                    |            |
| Родина:Chaoyangiidae       |                   |                              |                |                                                                    |            |
| Чаоянгія                   | Chaoyangia        | рання крейда 120М            | Китай          |                                                                    |            |
| Ряд Yanornithiformes       |                   |                              |                |                                                                    |            |
| Родина:Songlingornithidae  |                   |                              |                |                                                                    |            |
| Абітусавіс                 | Abitusavis        | рання крейда 120М            | Китай          |                                                                    |            |
| Пісціворавіс               | Piscivoravis      | рання крейда 120М            | Китай          |                                                                    |            |
| Сонгліньорніс              | Songlingornis     | рання крейда 120М            | Китай          |                                                                    |            |
| Янорніс                    | Yanornis          | рання крейда 120М            | Китай          | був розміром з курку                                               |            |
| Їсянорніс                  | Yixianornis       | рання крейда 120М            | Китай          | Найдавніший відомий птах з пігостилем.                             |            |
| Родина:†Hongshanornithidae |                   |                              |                |                                                                    |            |
| Гоньшанорніс               | Hongshanornis     | рання крейда 124М            | Китай          |                                                                    |            |
| Археорнітура               | Archaeornithura   | рання крейда 130,7М          | Китай          | Найдавніший відомий справжній птах                                 |            |
| Лонгікрусавіс              | Longicrusavis     | рання крейда 122             | Китай          |                                                                    |            |
| Парагоньшанорніс           | Parahongshanornis | рання крейда 120             | Китай          |                                                                    |            |
| Тянюорніс                  | Tianyuornis       | рання крейда 124             | Китай          |                                                                    |            |

### †БазальніOrnithurae
| Українська назва                                | Латинська назва | Геологічний період               | Місця знахідок          | Примітки                                                                | Зображення |
| Базальні форми                                  |                 |                                  |                         |                                                                         |            |
|                                                 | Tingmiatornis   | пізній крейдовий період 92М      | Канада                  |                                                                         |            |
|                                                 | Antarcticavis   | пізній крейдовий період 75М      | Антарктида              |                                                                         |            |
| Кукне                                           | Kookne          | пізній крейдовий період 70М      | Аргентина               |                                                                         |            |
| Ліменавіс                                       | Limenavis       | пізній крейдовий період 70М      | Аргентина               | палеогнат?, є одним з найближчих до загального предка всіх живих птахів |            |
| Цінорніс                                        | Qinornis        | ранній палеоцен 61М              | Китай                   | незріла особина                                                         |            |
| Родина:Palintropidae                            |                 |                                  |                         |                                                                         |            |
| Палінтропус                                     | Palintropus     | пізній крейдовий період 76М      | Вайомінг (США) і Канада |                                                                         |            |
| Ряд Ambiortiformes                              |                 |                                  |                         |                                                                         |            |
| Родина:Ambiortidae                              |                 |                                  |                         |                                                                         |            |
| Амбіортус                                       | Ambiortus       | ранній крейдовий період 130М     | Монголія                |                                                                         |            |
| Ряд Apsaraviformes                              |                 |                                  |                         |                                                                         |            |
| Родина:Apsaravidae                              |                 |                                  |                         |                                                                         |            |
| Апсаравіс                                       | Apsaravis       | пізній крейдовий період 78М      | Монголія                |                                                                         |            |
| †Ряд Gansuiformes                               |                 |                                  |                         |                                                                         |            |
| Родина:Gansuidae                                |                 |                                  |                         |                                                                         |            |
| Гансус                                          | Gansus          | ранній крейдовий період 120М     | Ганьсу, Китай           | Тісно пов'язаний з гіпотетичним предком сучасних птахів                 |            |
| †Ряд Іхтіорнісоподібні (Ichthyornithiformes)    |                 |                                  |                         |                                                                         |            |
| Родина:Apatornithidae                           |                 |                                  |                         |                                                                         |            |
| Апаторніс                                       | Apatornis       | пізній крейдовий період 83М      | США (Канзас)            |                                                                         |            |
|                                                 | Iaceornis       | пізній крейдовий період 83М      | США (Канзас)            |                                                                         |            |
|                                                 | Guildavis       | пізній крейдовий період 80М      | США (Канзас)            |                                                                         |            |
| Родина:Іхтіорнісові Ichthyornithidae            |                 |                                  |                         |                                                                         |            |
| Іхтіорніс                                       | Ichthyornis     | пізній крейдовий період 95-85М   | Північна Америка        |                                                                         |            |
| Янавіс                                          | Janavis         | пізній крейдовий період 67М      | Бельгія                 |                                                                         |            |
| † Ряд Гесперорнісоподібні (Hesperornithiformes) |                 |                                  |                         |                                                                         |            |
| Базальні форми                                  |                 |                                  |                         |                                                                         |            |
| Чупкаорніс                                      | Chupkaornis     | пізній крейдовий період, 90-84 М | Японія                  | найдавніший представник ряду                                            |            |
| Паскяорніс                                      | Pasquiaornis    | пізній крейдовий період 95-93М   | Канада                  |                                                                         |            |
| Потаморніс                                      | Potamornis      | пізній крейдовий період 66М      | США                     |                                                                         |            |
| Родина:Baptornithidae                           |                 |                                  |                         |                                                                         |            |
| Бапторніс                                       | Baptornis       | пізній крейдовий період 83-80М   | Канзас (США), Швеція    | включає Parascaniornis                                                  |            |
| Родина:Brodavidae                               |                 |                                  |                         |                                                                         |            |
| Бродавіс                                        | Brodavis        | пізній крейдовий період 85-65М   | США, Канада і Монголія  |                                                                         |            |
| Родина:Enaliornithidae                          |                 |                                  |                         |                                                                         |            |
| Еналіорніс                                      | Enaliornis      | ранній крейдовий період 100М     | Англія                  | Найдавніший з гесперорнісоподібних                                      |            |
| Родина:Judinornithidae                          |                 |                                  |                         |                                                                         |            |
|                                                 | Judinornis      | пізній крейдовий період 70М      | Монголія                |                                                                         |            |
| Родина:Гесперорнісові Hesperornithidae          |                 |                                  |                         |                                                                         |            |
| Азіягесперорніс                                 | Asiahesperornis | пізній крейдовий період 70М      | Казахстан               |                                                                         |            |
| Канадага                                        | Canadaga        | пізній крейдовий період 67М      | Нунавут, Канада         | Найбільший представник групи                                            |            |
| Коніорніс                                       | Coniornis       | пізній крейдовий період          | США                     | Можливо належить до роду Hesperornis                                    |            |
|                                                 | Fumicollis      | пізній крейдовий період 86М      | США                     |                                                                         |            |
| Гесперорніс                                     | Hesperornis     | пізній крейдовий період 89-65М   | Північна Америка        |                                                                         |            |
| Парагесперорніс                                 | Parahesperornis | пізній крейдовий період 85-82М   | Північна Америка        |                                                                         |            |

### Віялохвості птахи(Neornithes)
Підклас, який містить всі сучасні птахи.
| Українська назва | Латинська назва          | Геологічний період                         | Місця знахідок             | Примітки                                                              | Зображення |
| Невирішені і базальні форми Ці сучасного типу птахи відомі із рештків, які не можуть бути розміщені у будь-яку сучасну групу і не віднесені до власних рядів. |                          |                                            |                            |                                                                       |            |
| Галлорніс | Gallornis                | ранній крейдовий період 130М               | Франція                    |                                                                       |            |
| Астеріорніс | Asteriornis              | пізня крейда 66М                           | Бельгія                    | базальний представник Pangalloanserae                                 |            |
| Торотікс | Torotix                  | пізній крейдовий період 66М                | Вайомінг, США              | Пеліканоподібні?, відомий лише по плечовій кістці                     |            |
| Новацезареала | Novacaesareala           | пізній крейдовий період/палеоцен 64М       | Нью-Джерсі, (США)          | Пеліканоподібні (Pelecaniformes)?, відомий лише з решток крила        |            |
| Лонходитес | Lonchodytes              | пізній крейдовий період/?палеоцен          | Вайомінг, США              | Буревісникоподібні (Procellariiformes)                                |            |
| Палеотрінга | Palaeotringa             | пізній крейдовий період /?палеоцен 70-65М  | Вайомінг,Нью-Джерсі, (США) | Сивкоподібні?                                                         |            |
| Волгавіс | Volgavis                 | Палеоцен 66М                               | Волгоград, Росія           | Сивкоподібні?                                                         |            |
| Чулія | Tshulia                  | Палеоцен                                   | Казахстан                  |                                                                       |            |
| Еуптерорніс | Eupterornis              | Палеоцен                                   | Франція                    | Гагароподібні (Gaviiformes) або сивкоподібні (Charadriiformes)?       |            |
| Градіорніс | Gradiornis               | Палеоцен                                   | Німеччина                  | Журавлеподібні                                                        |            |
| Аргіліпес | Argillipes               | Еоцен 56-49М                               | Англія                     | Фазанові ?                                                            |            |
| Котурніпес | Coturnipes               | Еоцен                                      | Англія і США?              | Фазанові ?                                                            |            |
| Флувіатітавіс | Fluviatitavis            | Еоцен                                      | Португалія                 |                                                                       |            |
| Мопсітта | Mopsitta                 | Еоцен                                      | Папугоподібні?             |                                                                       |            |
| Неаніс | Neanis                   | Еоцен 52М                                  | США                        | Дятлоподібні?                                                         |            |
| Палеофазаніус | Paleophasianus           | Еоцен 45М                                  | США                        | Куроподібні? або журавлеподібні?                                      |            |
| Прекурсор | Precursor                | Еоцен                                      | Англія                     | Можливо, це рід-химера                                                |            |
| Прокукулюс | Procuculus               | Еоцен 55М                                  | Англія                     | Зозулеві?                                                             |            |
| Пульхраполія | Pulchrapollia            | Еоцен                                      | Англія                     | Папугоподібні                                                         |            |
| Палеопсітакус | Palaeopsittacus          | Еоцен 40М                                  | Європа                     | Папугові?                                                             |            |
| Амітабха | Amitabha                 | Еоцен 50М                                  | Вайомінг, США              | Пастушкові?                                                           |            |
| Еокіконія | Eociconia                | Еоцен                                      | Китай                      | Лелекові                                                              |            |
| Протоципселоморфус | Protocypselomorphus      | Еоцен                                      | Німеччина                  | базальний представник Cypselomorphae                                  |            |
| Пуміліорніс | Pumiliornis              | Еоцен 50М                                  | Німеччина                  | Сивкоподібні (Charadriiformes)                                        |            |
| Лудіортикс | Ludiortyx                | Еоцен                                      | Франція                    | включає Tringa hoffmanni, Palaeortyx blanchardi, P. hoffmanni         |            |
| | Minggangia               | Еоцен 45М                                  | Китай                      | Ібісові (Threskiornithidae) або пастушкові (Rallidae)                 |            |
| Петроплювіаліс | Petropluvialis           | Еоцен 45М                                  | Англія                     | Гусеподібні (Anseriformes)                                            |            |
| | Phasianus alfhildae      | Еоцен                                      | США                        |                                                                       |            |
| Телекрекс | Telecrex                 | Еоцен 48-37М                               | Монголія                   | ?Фазанові                                                             |            |
| Зеройя | Zheroia                  | Еоцен 40М                                  | Казахстан                  | родина Laornithidae ряду Журавлеподібні                               |            |
| | Falco falconellus        | Еоцен                                      | США                        |                                                                       |            |
| Агноптерус | Agnopterus               | Еоцен — олігоцен                           | Європа                     | Лелекоподібні                                                         |            |
| Плезіокатартес | Plesiocathartes          | Еоцен -? міоцен                            | Європа і Північна Америка  | Американські грифи (Cathartidae)                                      |            |
| Амінорніс | Aminornis                | Олігоцен                                   | Аргентина                  | Арамові (Aramidae)?                                                   |            |
| Клімакартус | Climacarthrus            | Олігоцен                                   | Аргентина                  |                                                                       |            |
| Крушедула | Cruschedula              | Олігоцен                                   | Аргентина                  |                                                                       |            |
| Долікоптерус | Dolicopterus             | Олігоцен 28М                               | Франція                    | Сивкові?                                                              |            |
| Лонкорніс | Loncornis                | Олігоцен                                   | Аргентина                  | Арамові?                                                              |            |
| Локсорніс | Loxornis                 | Олігоцен                                   | Аргентина                  | качкові?                                                              |            |
| Ману | Manu                     | Олігоцен 27-25М                            | Нова Зеландія              | Альбатросові або костезубі птахи                                      |            |
| Палеокрекс | Palaeocrex               | Еоцен 37-34М                               | США                        | Пастушкові (Rallidae)                                                 |            |
| Палеопапія | Palaeopapia              | Олігоцен                                   | Англія                     |                                                                       |            |
| Парацигноптерус | Paracygnopterus          | Олігоцен                                   | Бельгія і Англія           | ? Качкові                                                             |            |
| Теракус | Teracus                  | Олігоцен                                   | Франція                    | ?Американські грифи (Cathartidae)                                     |            |
| Телеорніс | Teleornis                | Олігоцен                                   | Аргентина                  | Качкові?                                                              |            |
| | Pseudolarus              | Олігоцен                                   | Аргентина                  | журавлеподібні?                                                       |            |
| | Anas creccoides          | Олігоцен                                   | Бельгія                    |                                                                       |            |
| | Charadrius sheppardianus | Олігоцен                                   | США                        |                                                                       |            |
| Мегагалінула | Megagallinula            | Олігоцен                                   | Казахстан                  | ? Пастушкові                                                          |            |
| | Palaeorallus alienus     | Олігоцен                                   | Монголія                   |                                                                       |            |
| | Vanellus selysii         | Олігоцен                                   | Бельгія                    |                                                                       |            |
| Ансерпіка | Anserpica                | Олігоцен                                   | Франція                    |                                                                       |            |
| Гноторніс | Gnotornis                | Олігоцен                                   | США                        |                                                                       |            |
| Гугушія | Guguschia                | Олігоцен                                   | Азербайджан                | вважається найдавнішим лебедем                                        |            |
| Тіліорніс | Tiliornis                | Олігоцен                                   | Аргентина                  | ?Фламінгоподібні                                                      |            |
| Гавіела | Gaviella                 | Олігоцен                                   | Вайомінг, США              |                                                                       |            |
| Хенорніс | Chenornis                | Міоцен                                     | Італія                     | Качкові або Альбатросові                                              |            |
| | Propelargus olseni       | Міоцен                                     | США                        |                                                                       |            |
| Анісолорніс | Anisolornis              | Міоцен                                     | Аргентина                  | Куроподібні або Журавлеподібні                                        |            |
| | Ardea perplexa           | Міоцен                                     | Франція                    |                                                                       |            |
| | Cygnus herrenthalsi      | Міоцен                                     | Бельгія                    |                                                                       |            |
| | Anas risgoviensis        | Міоцен                                     | Баварія, Німеччина         |                                                                       |            |
| | Ardea aureliensis        | Міоцен                                     | Франція                    | Чаплеві або совині                                                    |            |
| | Eoneornis                | Міоцен                                     | Аргентина                  |                                                                       |            |
| | Eutelornis               | Міоцен                                     | Аргентина                  |                                                                       |            |
| Протібіс | Protibis                 | Міоцен                                     | Аргентина                  | Лелекоподібні                                                         |            |
| | Limnatornis paludicola   | Міоцен                                     | Франція                    |                                                                       |            |
| | Picus gaudryi            | Міоцен                                     | Франція                    |                                                                       |            |
| | Bathoceleus              | Пліоцен                                    | Багами                     |                                                                       |            |
| Ліпторніс | Liptornis                | Міоцен                                     | Патагонія                  | Пеліканові або Олушеві                                                |            |
| Процеріавіс | Proceriavis              | Олігоцен 32М                               | острів Вайт, Англія        | відносять до рядів страусоподібні, журавлеподібні або пеліканоподібні |            |
| Протопеліканус | Protopelicanus           | еоцен                                      | Франція                    | водний птах невідомого становища                                      |            |
| Єврофлувірідавіс | Eurofluvioviridavis      | Еоцен 48-40М                               | Німеччина                  |                                                                       |            |
| Родина: Archaeotrogonidae |                          |                                            |                            |                                                                       |            |
| Археотрогон | Archaeotrogon            | Еоцен/олігоцен 37-33М                      | Західна Європа             | Близький до дрімлюг та колібрі                                        |            |
| Гассіавіс | Hassiavis                | Еоцен 50М                                  | Німеччина                  | ?Archaeotrogonidae                                                    |            |
| Родина: Cladornithidae |                          |                                            |                            |                                                                       |            |
| Кладорніс | Cladornis                | Олігоцен                                   | Патагонія, Аргентина       |                                                                       |            |
| Родина: †Cimolopterygidae |                          |                                            |                            |                                                                       |            |
| Цераморніс | Ceramornis               | пізній крейдовий період, 66М               | Вайомінг, США              |                                                                       |            |
| Цімолоптерикс | Cimolopteryx             | пізній крейдовий період 75-66М             | Північна Америка           |                                                                       |            |
| Ламаркеавіс | Lamarqueavis             | пізній крейдовий період 66М                | Аргентина, США             |                                                                       |            |
| Родина: Eremopezidae |                          |                                            |                            |                                                                       |            |
| Еремопезус | Eremopezus               | Еоцен 33М                                  | Єгипет                     | включає Stromeria                                                     |            |
| Родина: Gracilitarsidae |                          |                                            |                            |                                                                       |            |
| Еутрептодактилус | Eutreptodactylus         | Палеоцен 58М                               | Бразилія                   |                                                                       |            |
| Грацілітарсус | Gracilitarsus            | Еоцен 48М                                  | Німеччина                  |                                                                       |            |
| Родина: Halcyornithidae |                          |                                            |                            |                                                                       |            |
| | Cyrilavis                | Еоцен                                      | США                        |                                                                       |            |
| Галціорніс | Halcyornis               | Еоцен                                      | Англія                     |                                                                       |            |
| Родина: Juncitarsidae |                          |                                            |                            |                                                                       |            |
| Джунцітарсус | Juncitarsus              | Еоцен 45М                                  | США, Європа                | Фламінгоподібні або примітивніша група                                |            |
| Кашінія | Kashinia                 | Еоцен 45М                                  | США, Європа                | Фламінгоподібні або примітивніша група                                |            |
| Родина: Laornithidae |                          |                                            |                            |                                                                       |            |
| Лаорніс | Laornis                  | пізній крейдовий період? 66-63М            | Нью-Джерсі, США            | напівводний птах                                                      |            |
| Родина: Palaeospizidae |                          |                                            |                            |                                                                       |            |
| Палеоспіза | Palaeospiza              | Еоцен 37М                                  | США                        |                                                                       |            |
| Родина: Parvicuculidae |                          |                                            |                            |                                                                       |            |
| Парвікукулюс | Parvicuculus             | Еоцен                                      | Європа                     |                                                                       |            |
| Родина: Remiornithidae |                          |                                            |                            |                                                                       |            |
| Реміорніс | Remiornis                | Палеоцен 56М                               | Франція                    |                                                                       |            |
| Родина: Sylphornithidae |                          |                                            |                            |                                                                       |            |
| Сільфорніс | Sylphornis               | Еоцен                                      | Франція                    |                                                                       |            |
| | Oligosylphe              | Олігоцен                                   | Бельгія                    |                                                                       |            |
| Родина: Zygodactylidae |                          |                                            |                            |                                                                       |            |
| Еозигодактилус | Eozygodactylus           | еоцен 53М                                  | Вайомінг, США              |                                                                       |            |
| Зигодактилус | Zygodactylus             | олігоцен — міоцен                          | Європа                     |                                                                       |            |
| Прімосценм | Primoscens               | Еоцен 55М                                  | Англія                     |                                                                       |            |
| Прімозигодактилус | Primozygodactylus        | Еоцен                                      | Німеччина                  |                                                                       |            |
| Родина: Graculavidae |                          |                                            |                            |                                                                       |            |
| Гракулавіс | Graculavus               | пізній крейдовий період -? палеоцен 68-62М | Техас, США                 |                                                                       |            |
| Палеотрінга | Palaeotringa             | пізній крейдовий період/палеоцен           | Нью-Джерсі, США            |                                                                       |            |
| Тельматорніс | Telmatornis              | пізній крейдовий період 71-68М             | США                        |                                                                       |            |
| | Zhylgaia                 | палеоцен                                   |                            |                                                                       |            |
| Сканіорніс | Scaniornis               | палеоцен 65-59М                            | Німеччина                  | Систематичне становище до кінця не узгоджене                          |            |
| Дакоторніс | Dakotornis               | палеоцен 62-57М                            | США                        |                                                                       |            |

#### Vegaviiformes
| Українська назва    | Латинська назва | Геологічний період          | Місця знахідок | Примітки                                                                     | Зображення |
| Ряд: †Vegaviiformes |                 |                             |                |                                                                              |            |
| Родина: †Vegaviidae |                 |                             |                |                                                                              |            |
| Австралорніс        | Australornis    | Палеоцен 61М                | Нова Зеландія  |                                                                              |            |
| Маакві              | Maaqwi          | Крейда 72М                  | Канада         |                                                                              |            |
| Неогаеорніс         | Neogaeornis     | пізня крейда 70М            | Чилі           |                                                                              |            |
| Поларорніс          | Polarornis      | пізній крейдовий період 66М | Антарктида     | можливо, є синонімом Neogaeornis                                             |            |
| Вегавіс             | Vegavis         | пізня крейда 68М            | Антарктика     | Знахідка є першим фізичним доказом існування сучасних груп птахів у мезозої. |            |

#### Страусоподібні (Struthioniformes)
| Українська назва                                                                  | Латинська назва | Геологічний період | Місця знахідок | Примітки | Зображення |
| Ряд: Страусоподібні (Struthioniformes) Страуси і пов'язані з ними безкілеві птахи |                 |                    |                |          |            |
| Родина: Страусові (Struthionidae)                                                 |                 |                    |                |          |            |
| Палеотіс                                                                          | Palaeotis       | Еоцен              | Німеччина      |          |            |

#### Казуароподібні (Casuariiformes)
| Українська назва                                                                | Латинська назва | Геологічний період       | Місця знахідок | Примітки           | Зображення |
| Ряд: Казуароподібні (Casuariiformes) Казуари, ему і пов'язані з ними безкілеві. |                 |                          |                |                    |            |
| Родина: Казуарові (Casuariidae)                                                 |                 |                          |                |                    |            |
| Діогенорніс                                                                     | Diogenornis     | Палеоцен 56М             | Аргентина      |                    |            |
| Емуаріус                                                                        | Emuarius        | Олігоцен — міоцен 28-16М | Австралія      | Можливо в Dromaius |            |

#### Нандуподібні (Rheiformes)
| Українська назва                                                          | Латинська назва | Геологічний період | Місця знахідок | Примітки | Зображення |
| Ряд: Нандуподібні (Rheiformes) Казуари, ему і пов'язані з ними безкілеві. |                 |                    |                |          |            |
| Родина: †Opisthodactylidae                                                |                 |                    |                |          |            |
| Опістодактилус                                                            | Opisthodactylus | міоцен             | Аргентина      |          |            |
| Родина: Нандуві (Rheidae)                                                 |                 |                    |                |          |            |
| Гетерорея                                                                 | Heterorhea      | пліоцен            | Аргентина      |          |            |
| Гінасурі                                                                  | Hinasuri        | пліоцен            | Аргентина      |          |            |

#### Моаподібні (Dinornithiformes)
| Українська назва                                                               | Латинська назва | Геологічний період | Місця знахідок | Примітки           | Зображення |
| Ряд: †Моаподібні (Dinornithiformes) Казуари, ему і пов'язані з ними безкілеві. |                 |                    |                |                    |            |
| Родина: †Megalapterygidae                                                      |                 |                    |                |                    |            |
| Моа південний                                                                  | Megalapteryx    | голоцен            | Нова Зеландія  | вимер до 1500 року |            |
| Родина: †Dinornithidae                                                         |                 |                    |                |                    |            |
| Моа                                                                            | Dinornis        | голоцен            | Нова Зеландія  |                    |            |
| Родина: †Emeidae                                                               |                 |                    |                |                    |            |
| Моа малий                                                                      | Anomalopteryx   | голоцен            | Нова Зеландія  |                    |            |
| Моа східний                                                                    | Emeus           | голоцен            | Нова Зеландія  | вимер до 1500 року |            |
| Моа широкодзьобий                                                              | Euryapteryx     | голоцен            | Нова Зеландія  | вимер до 1500 року |            |
|                                                                                | Pachyornis      | голоцен            | Нова Зеландія  |                    |            |

#### Ківіподібні (Rheiformes)
| Українська назва                     | Латинська назва | Геологічний період | Місця знахідок | Примітки | Зображення |
| Ряд: Ківіподібні (Aepyornithiformes) |                 |                    |                |          |            |
| Родина: Ківі (Aepyornithidae)        |                 |                    |                |          |            |
|                                      | Proapteryx      | Міоцен             | Нова Зеландія  |          |            |

#### †Епіорнісоподібні (Rheiformes)
| Українська назва                           | Латинська назва | Геологічний період | Місця знахідок | Примітки                                                        | Зображення |
| Ряд: †Епіорнісоподібні (Aepyornithiformes) |                 |                    |                |                                                                 |            |
| Родина: †Епіорнісові (Aepyornithidae)      |                 |                    |                |                                                                 |            |
| Епіорніс                                   | Aepyornis       | Плейстоцен-голоцен | Мадагаскар     | Вимер у 17 ст.                                                  |            |
| Мюлерорніс                                 | Mullerornis     | Плейстоцен-голоцен | Мадагаскар     | Вимер приблизно 1260 року                                       |            |
| Воромбе                                    | Vorombe         | Голоцен            | Мадагаскар     | Найбільший птах за всю історію землі. Вимер приблизно 1000 року |            |

#### Lithornithiformes
| Українська назва        | Латинська назва | Геологічний період      | Місця знахідок       | Примітки            | Зображення |
| Ряд: †Lithornithiformes |                 |                         |                      |                     |            |
| Родина: †Lithornithidae |                 |                         |                      |                     |            |
| Паракантарес            | Paracathartes   | Еоцен 55М               | США                  | близький до тинаму. |            |
|                         | Fissuravis      | Палеоцен 60М            | Німеччина            |                     |            |
| Літорніс                | Lithornis       | Палеоцен — еоцен 56-40М | США, Велика Британія |                     |            |
| Псевдокриптурус         | Pseudocrypturus | Еоцен                   | США                  |                     |            |

#### Схованохвости (Tinamiformes)
| Українська назва                  | Латинська назва     | Геологічний період | Місця знахідок | Примітки | Зображення |
| Ряд: Схованохвости (Tinamiformes) |                     |                    |                |          |            |
| Родина: Tinamidae                 |                     |                    |                |          |            |
|                                   | Querandiornis       | Пліоцен 6М         | Аргентина      |          |            |
| Ровереторніс                      | Roveretornis        | Пліоцен 4М         | Аргентина      |          |            |
|                                   | Eudromia olsoni     | Пліоцен            | Аргентина      |          |            |
|                                   | Nothura parvula     | Пліоцен            | Аргентина      |          |            |
|                                   | Eudromia intermedia | Пліоцен            | Аргентина      |          |            |
|                                   | Nothura paludosa    | Плейстоцен         | Аргентина      |          |            |

#### Гусеподібні (Anseriformes)
| Українська назва                           | Латинська назва  | Геологічний період             | Місця знахідок       | Примітки                                             | Зображення |
| Ряд: Гусеподібні (Anseriformes)            |                  |                                |                      |                                                      |            |
| Анаталавіс                                 | Anatalavis       | пізня крейда/палеоцен — еоцен  | США, Англія          | Включає Telmatornis rex                              |            |
| Конфлікто                                  | Conflicto        | ранній палеоцен 64М            | Антарктида           |                                                      |            |
| Роменвілія                                 | Romainvillia     | еоцен/олігоцен                 | Франція, Бельгія     |                                                      |            |
|                                            | Proherodius      | еоцен                          | Англія               |                                                      |            |
| Кустовія                                   | Cousteauvia      | еоцен 37М                      | Казахстан            |                                                      |            |
| Паранирока                                 | Paranyroca       | міоцен 20-16М                  | Південна Дакота, США | можливо належить до монотипової родини Paranyrocidae |            |
| Сентандрея                                 | Saintandrea      | олігоцен 26                    | Франція              |                                                      |            |
| Родина: Паламедеї (Anhimidae)              |                  |                                |                      |                                                      |            |
| Ханоідес                                   | Chaunoides       | олігоцен                       | Бразилія             |                                                      |            |
| Родина: †Дроморнісові (Dromornithidae)     |                  |                                |                      |                                                      |            |
| Бараверторніс                              | Barawertornis    | олігоцен — міоцен              | Австралія            | Найменший вид у родині                               |            |
| Булокорніс                                 | Bullockornis     | міоцен 15М                     | Австралія            |                                                      |            |
| Дроморніс                                  | Dromornis        | міоцен — пліоцен               | Австралія            | Найважчий птах за історію фауни                      |            |
| Ілбандорніс                                | Ilbandornis      | міоцен                         | Австралія            |                                                      |            |
| Геніорніс                                  | Genyornis        | плейстоцен                     | Австралія            |                                                      |            |
| Родина: Напівлапчасті гуси (Anseranatidae) |                  |                                |                      |                                                      |            |
| Еоансеранас                                | Eoanseranas      | олігоцен 26М                   | Австралія            |                                                      |            |
| Родина: †Presbyornithidae                  |                  |                                |                      |                                                      |            |
| Тевіорніс                                  | Teviornis        | пізній крейдовий період 70М    | Монголія             | Presbyornithidae?                                    |            |
| Мургонорніс                                | Murgonornis      | еоцен 55М                      | Австралія            |                                                      |            |
| Пресбіорніс                                | Presbyornis      | Палеоцен — олігоцен            | США, Європа, Азія    |                                                      |            |
|                                            | Headonornis      |                                |                      |                                                      |            |
| Тельмабатес                                | Telmabates       | еоцен 56-48М                   | Аргентина            |                                                      |            |
| Вілару                                     | Wilaru           | олігоцен-міоцен                | Австралія            |                                                      |            |
| Родина: Качкові (Anatidae)                 |                  |                                |                      |                                                      |            |
| Еонесса                                    | Eonessa          | еоцен 46-42М                   | Юта, США             | можливо, належить до Журавлеподібних                 |            |
| Бонібернікла                               | Bonibernicla     | міоцен, 12-6М                  | Монголія             |                                                      |            |
| Цигнавус                                   | Cygnavus         | олігоцен — міоцен              | Німеччина, Казахстан |                                                      |            |
| Цигноптерус                                | Cygnopterus      | олігоцен — міоцен              | Європа, Азія         | включають в Cygnavus                                 |            |
| Міонетта                                   | Mionetta         | олігоцен — міоцен              | Європа               |                                                      |            |
| Австралотадорна                            | Australotadorna  | олігоцен 26М                   | Австралія            |                                                      |            |
| Пінпанетта                                 | Pinpanetta       | олігоцен 26-24М                | Австралія            |                                                      |            |
| Дунстанетта                                | Dunstanetta      | міоцен 19М                     | Нова Зеландія        |                                                      |            |
| Манугерікія                                | Manuherikia      | міоцен 19М                     | Нова Зеландія        |                                                      |            |
| Матанас                                    | Matanas          | міоцен 19M                     | Нова Зеландія        |                                                      |            |
| Міотадорна                                 | Miotadorna       | міоцен 19-16М                  | Нова Зеландія        |                                                      |            |
| Мегалодитес                                | Megalodytes      | міоцен 11-7М                   | Каліфорнія, Японія   |                                                      |            |
| Сінанас                                    | Sinanas          | міоцен 16М                     | Китай                |                                                      |            |
| Дендрохен                                  | Dendrochen       | міоцен 20М                     | Південна Дакота, США | включає «Anas» integra                               |            |
| Пресбіхен                                  | Presbychen       | міоцен                         | Південна Дакота, США |                                                      |            |
| Гарганорніс                                | Garganornis      | міоцен 9-6М                    | Італія               |                                                      |            |
| Афроцигнус                                 | Afrocygnus       | міоцен — пліоцен               | Чад, Лівія           |                                                      |            |
|                                            | Balcanas         | пліоцен                        | Болгарія             | включають у Tadorna                                  |            |
| Васонака                                   | Wasonaka         | пліоцен                        | Мексика              |                                                      |            |
| Парацигнус                                 | Paracygnus       | пліоцен                        | Небраска             |                                                      |            |
| Анабернікула                               | Anabernicula     | пліоцен? — плейстоцен 3,6-0,3М | США                  |                                                      |            |
| Еремочен                                   | Eremochen        | пліоцен                        | Орегон               |                                                      |            |
| Тірарінетта                                | Tirarinetta      | пліоцен                        | Австралія            |                                                      |            |
| Брантадорна                                | Brantadorna      | плейстоцен 1М                  | Каліфорнія           |                                                      |            |
| Нанонетта                                  | Nannonetta       | плейстоцен 0,126М              | Перу                 |                                                      |            |
| Альдабранас                                | Aldabranas       | пізній плейстоцен              | атол Альдабра        |                                                      |            |
| Центрорніс                                 | Centrornis       | пізній плейстоцен 17т          | Мадагаскар           |                                                      |            |
|                                            | Ankonetta        |                                | Аргентина            |                                                      |            |
|                                            | Cayaoa           | міоцен                         | Аргентина            |                                                      |            |
| Ченоанас                                   | Chenoanas        | міоцен 16М                     | Монголія             |                                                      |            |
| Гелонетта                                  | Helonetta        | пліоцен                        | США                  |                                                      |            |
|                                            | Mioquerquedula   | міоцен                         | Монголія             |                                                      |            |
|                                            | Shiriyanetta     | плейстоцен                     | Японія               |                                                      |            |
| Плейстоансер                               | Pleistoanser     | плейстоцен 2,5М                | Аргентина            | близький до сучасного галагаза                       |            |
|                                            | Lavadytis        | міоцен 16М                     | США                  |                                                      |            |
|                                            | Asiavis          |                                |                      |                                                      |            |
|                                            | Nogusunna        | міоцен 16М                     | Монголія             |                                                      |            |
| Шарганетта                                 | Sharganetta      | міоцен 16М                     | Монголія             |                                                      |            |
| Протомеланітта                             | Protomelanitta   | міоцен 13М                     | Невада, США          |                                                      |            |
|                                            | Bambolinetta     |                                |                      |                                                      |            |
| Гетероансер                                | Heteroanser      | міоцен 11М                     | Монголія             |                                                      |            |
| Аннакацигна                                | Annakacygna      | міоцен 11М                     | Японія               | лебідь                                               |            |
| Хендитес                                   | Chendytes        | голоцен                        | Каліфорнія           |                                                      |            |
| Хеліхелінехен                              | Chelychelynechen | голоцен                        | Гаваї                |                                                      |            |
| Птайохен                                   | Ptaiochen        | голоцен                        | Гаваї                |                                                      |            |
| Тамбетохен                                 | Thambetochen     | голоцен                        | Гаваї                |                                                      |            |
| Кнеміорніс                                 | Cnemiornis       | голоцен                        | Нова Зеландія        |                                                      |            |

#### Куроподібні (Galliformes)
| Українська назва                   | Латинська назва      | Геологічний період | Місця знахідок       | Примітки                                               | Зображення |
| Ряд: Куроподібні (Galliformes)     |                      |                    |                      |                                                        |            |
|                                    | Archaealectrornis    | олігоцен           |                      |                                                        |            |
| Археофазіаніус                     | Archaeophasianus     | олігоцен? — міоцен | Північна Америка     |                                                        |            |
| Остінорніс                         | Austinornis          | пізня крейда       | Техас, США           |                                                        |            |
| Чамбіортикс                        | Chambiortyx          | еоцен 48М          | Туніс                |                                                        |            |
|                                    | Cyrtonyx tedfordi    | міоцен             | Каліфорнія           |                                                        |            |
| Лінкуорніс                         | Linquornis           | міоцен             | Китай                | Сягав завдовжки 70 см                                  |            |
| Намаортикс                         | Namaortyx            | еоцен              | Намібія              |                                                        |            |
| Палеоалекторіс                     | Palaealectoris       | міоцен 23М         | США                  |                                                        |            |
| Палеоноссакс                       | Palaeonossax         | олігоцен 33-31М    | США                  |                                                        |            |
| Палеортикс                         | Palaeortyx           | еоцен -? пліоцен   | Європа               |                                                        |            |
| Прокракс                           | Procrax              | еоцен? — олігоцен  | Південна Дакота      |                                                        |            |
| Собніогаллус                       | Sobniogallus         | олігоцен 28М       | Польща               |                                                        |            |
| Таопердикс                         | Taoperdix            | олігоцен           | Франція              | включає «Tetrao» pessieti                              |            |
| Родина: †Gallinuloididae           |                      |                    |                      |                                                        |            |
| Галінулоїдес                       | Gallinuloides        | еоцен 48М          | Європа               | Базальний рід куроподібних                             |            |
| Параортигоїдес                     | Paraortygoides       | еоцен              | Англія і Німеччина   | Базальний рід куроподібних                             |            |
| Родина: †Paraortygidae             |                      |                    |                      |                                                        |            |
| Пірортикс                          | Pirortyx             | олігоцен 34-28М    | Франція та Німеччина |                                                        |            |
| Параортикс                         | Paraortyx            | олігоцен 34-28М    | Німеччина            |                                                        |            |
| Скопелортикс                       | Scopelortyx          | еоцен 40-37М       | Намібія              |                                                        |            |
| Хоразмортикс                       | Xorazmortyx          | еоцен 40-37М       | Туркменістан         |                                                        |            |
| Родина: †Quercymegapodiidae        |                      |                    |                      |                                                        |            |
| Кверцімегаподіус                   | Quercymegapodius     | еоцен — олігоцен   | Франція              |                                                        |            |
|                                    | Taubacrex            | олігоцен/міоцен    | Бразилія             |                                                        |            |
| Амеріподіус                        | Ameripodius          | олігоцен — міоцен  | Бразилія і Франція   |                                                        |            |
| Родина: Великоногові (Megapodidae) |                      |                    |                      |                                                        |            |
| Нгавуподіус                        | Ngawupodius          | олігоцен 25М       | Південна Австралія   |                                                        |            |
|                                    | Leipoa gallinacea    | пліоцен-плейстоцен | Австралія            |                                                        |            |
|                                    | Garrdimalga          | плейстоцен         | Південна Австралія   |                                                        |            |
| Родина: Краксові (Cracidae)        |                      |                    |                      |                                                        |            |
| Бореооталіс                        | Boreortalis          | міоцен 20М         | Флорида              |                                                        |            |
| Родина: Токрові (Odontophoridae)   |                      |                    |                      |                                                        |            |
| Нанортикс                          | Nanortyx             | олігоцен           | Канада               |                                                        |            |
| Міортикс                           | Miortyx              | міоцен             | США                  |                                                        |            |
| Неортикс                           | Neortyx              | плейстоцен         | Флорида, США         |                                                        |            |
|                                    | Callipepla shotwelli | пліоцен            | США                  |                                                        |            |
|                                    | Colinus suilium      | плейстоцен         | Флорида              |                                                        |            |
| Родина: Фазанові (Phasianidae)     |                      |                    |                      |                                                        |            |
|                                    | Bantamyx             | неоген             | Монголія             |                                                        |            |
| Діангаллус                         | Diangallus           |                    | Китай                |                                                        |            |
| Лофогаллус                         | Lophogallus          | міоцен             | Монголія             |                                                        |            |
| Мегалокотурнікс                    | Megalocoturnix       | пліоцен            | Іспанія              |                                                        |            |
| Міофазіанус                        | Miophasianus         | міоцен             | Європа               |                                                        |            |
| Проагріохаріс                      | Proagriocharis       | міоцен/пліоцен     | США                  | родич сучасної індички                                 |            |
|                                    | Palaeocryptonyx      | пліоцен            | Європа               | включає «Francolinus» minor, «F.» subfrancolinus       |            |
| Пліогаллус                         | Pliogallus           | пліоцен            | Україна              |                                                        |            |
| Пліопердікс                        | Plioperdix           | Неоген             | Європа, Азія         |                                                        |            |
| Руставіорніс                       | Rustaviornis         | міоцен             | Грузія               |                                                        |            |
| Регмінорніс                        | Rhegminornis         | міоцен 20-16М      | Флорида, США         | Найдавніший представники підродини Індичкові           |            |
|                                    | Schaubortyx          | еоцен — олігоцен   | Франція              |                                                        |            |
| Шаньдунорніс                       | Shandongornis        | міоцен             | Китай                |                                                        |            |
| Шаньсіорніс                        | Shanxiornis          | плейстоцен         | Китай                |                                                        |            |
|                                    | Tologuica            | міоцен             | Монголія             |                                                        |            |
|                                    | Tympanuchus stirtoni | міоцен             | Південна Дакота      |                                                        |            |
|                                    | Tympanuchus lulli    | плейстоцен         | Нью-Джерсі           |                                                        |            |
| Родина: †Sylviornithidae           |                      |                    |                      |                                                        |            |
| Мегавітіорніс                      | Megavitiornis        | голоцен            | Фіджі                |                                                        |            |
| Сильвіорніс                        | Sylviornis           | голоцен            | Нова Каледонія       | наймасивніший куроподібний птах в еволюційній історії. |            |

#### Сивкоподібні (Charadriiformes)
| Українська назва                      | Латинська назва               | Геологічний період      | Місця знахідок   | Примітки                 | Зображення |
| Ряд: Сивкоподібні (Charadriiformes)   |                               |                         |                  |                          |            |
| Морсоравіс                            | Morsoravis                    | Палеоцен/еоцен 54М      | Данія            |                          |            |
| Цзіліньорніс                          | Jiliniornis                   | еоцен                   | Китай            |                          |            |
| Турніпакс                             | Turnipax                      | олігоцен                | Німеччина        |                          |            |
|                                       | Hakawai                       | міоцен 19-16М           | Нова Зеландія    |                          |            |
|                                       | Elorius                       | міоцен                  |                  |                          |            |
|                                       | Actitis balcanica             | пліоцен                 | Болгарія         |                          |            |
| Родина: Баранцеві (Scolopacidae)      |                               |                         |                  |                          |            |
|                                       | Paractitis                    | олігоцен                | Канада           |                          |            |
|                                       | Mirolia                       | міоцен                  |                  |                          |            |
| Родина: Яканові (Jacanidae)           |                               |                         |                  |                          |            |
| Нуфаранасса                           | Nupharanassa                  | олігоцен                | Єгипет           |                          |            |
|                                       | Janipes                       | олігоцен                | Єгипет           |                          |            |
| Родина: Мартинові (Laridae)           |                               |                         |                  |                          |            |
| Ларікола                              | Laricola                      | міоцен                  | Франція          |                          |            |
|                                       | Gaviota                       | міоцен                  |                  |                          |            |
| Родина: Алькові (Alcidae)             |                               |                         |                  |                          |            |
| Гідротерікорніс                       | Hydrotherikornis              | еоцен                   | Орегон, США      |                          |            |
| Псевдоцефус                           | Pseudocepphus                 | міоцен                  | США              |                          |            |
| Петралька                             | Petralca                      | олігоцен                | Австрія          |                          |            |
|                                       | Miocepphus                    | міоцен                  | СХ.США           |                          |            |
| Алькодес                              | Alcodes                       | міоцен                  | Каліфорнія, США  |                          |            |
| Преманкалла                           | Praemancalla                  | міоцен — ранній пліоцен | Каліфорнія, США  |                          |            |
|                                       | Mancalla                      | міоцен -плейстоцен      | Каліфорнія, США  |                          |            |
| Родина: Поморникові (Stercorariidae)  |                               |                         |                  |                          |            |
|                                       | Stercorarius shufeldti        | плейстоцен              | США              |                          |            |
| Родина: Дерихвостові (Glareolidae)    |                               |                         |                  |                          |            |
| Парактіорніс                          | Paractiornis                  | міоцен                  | США              |                          |            |
| Міоглареола                           | Mioglareola                   | міоцен                  | Чехія, Німеччина |                          |            |
|                                       | Glareola neogena              |                         |                  |                          |            |
| Родина: Сивкові (Charadriidae)        |                               |                         |                  |                          |            |
| Ліміколавіс                           | Limicolavis                   | олігоцен                | США              |                          |            |
|                                       | Viator                        | плейстоцен              | Перу             | Можливо синонім Vanellus |            |
| Родина: Чоботарові (Recurvirostridae) |                               |                         |                  |                          |            |
|                                       | Recurvirostra sanctaeneboulae | пізній еоцен            | Франція          |                          |            |

#### Гасторнісоподібні (Gastornithiformes)
| Українська назва | Латинська назва | Геологічний період | Місця знахідок           | Примітки         | Зображення |
| Ряд: † Гасторнісоподібні (Gastornithiformes) Діатрими — група величезних палеогенових птахів неясної спорідненості. Традиційно розміщені в межах Gruiformes, вони сьогодні виділяються в окремий ряд і споріднені більше з Anseriformes. |                 |                    |                          |                  |            |
| Родина: †Гасторнісові (Gastornithidae) |                 |                    |                          |                  |            |
| Гасторніс | Gastornis       | Палеоцен — Еоцен   | Європа, Північна Америка | включає Diatryma |            |

#### Журавлеподібні (Gruiformes)
| Українська назва                       | Латинська назва   | Геологічний період                                | Місця знахідок      | Примітки                              | Зображення |
| Ряд: Журавлеподібні (Gruiformes)       |                   |                                                   |                     |                                       |            |
|                                        | Rupelrallus       | ранній олігоцен                                   | Німеччина           |                                       |            |
| Родина: †Songziidae                    |                   |                                                   |                     |                                       |            |
| Сонгзія                                | Songzia           | еоцен 55М                                         | Китай               |                                       |            |
| Родина: †Eogruidae                     |                   |                                                   |                     |                                       |            |
| Еогрус                                 | Eogrus            | пізній еоцен — міоцен                             | Монголія            |                                       |            |
|                                        | Sonogrus          | пізній еоцен/ранній олігоцен                      | Монголія            |                                       |            |
| Ергілорніс                             | Ergilornis        | ранній/середній олігоцен                          | Монголія            |                                       |            |
| Проергілорніс                          | Proergilornis     | ранній/середній олігоцен                          | Монголія            |                                       |            |
|                                        | Amphipelargus     | ранній/середній олігоцен                          | Євразія             |                                       |            |
| Родина: †Geranoididae                  |                   |                                                   |                     |                                       |            |
|                                        | Eogeranoides      | ранній еоцен                                      | США                 |                                       |            |
| Гераноїдес                             | Geranoides        | ранній еоцен                                      | США                 |                                       |            |
|                                        | Galligeranoides   | ранній еоцен                                      | США                 |                                       |            |
|                                        | Palaeophasianus   | ранній еоцен                                      | США                 |                                       |            |
|                                        | Paragrus          | еоцен                                             | США                 |                                       |            |
|                                        | Geranodornis      | еоцен                                             | США                 |                                       |            |
| Родина: †Parvigruidae                  |                   |                                                   |                     |                                       |            |
|                                        | Parvigrus         | ранній олігоцен                                   | Франція             |                                       |            |
| Родина: Арамові (Aramidae)             |                   |                                                   |                     |                                       |            |
|                                        | Aramus paludigrus | середній міоцен                                   | Колумбія            |                                       |            |
|                                        | Badistornis       | середній олігоцен                                 |                     |                                       |            |
| Родина: Журавлеві (Gruidae)            |                   |                                                   |                     |                                       |            |
| Араморніс                              | Aramornis         | середній міоцен                                   | Небраска (США)      |                                       |            |
| Палеогрус                              | Palaeogrus        | середній еоцен — середній міоцен                  | Європа              |                                       |            |
| Еобалеаріка                            | Eobalearica       | еоцен                                             | Фергана, Узбекистан |                                       |            |
| Камусія                                | Camusia           | пізній міоцен                                     | Менорка             |                                       |            |
| Геранопсис                             | Geranopsis        | еоцен                                             | Західна Європа      |                                       |            |
| Пліогрус                               | Pliogrus          | пліоцен                                           | Німеччина, Греція   |                                       |            |
| Родина: Пастушкові (Rallidae)          |                   |                                                   |                     |                                       |            |
|                                        | Aletornis         | середній еоцен                                    | США                 | включає Protogrus                     |            |
|                                        | Australlus        | олігоцен-міоцен                                   | Австралія           |                                       |            |
| Базельраллус                           | Baselrallus       | міоцен                                            | Франція             |                                       |            |
| Бельгіраллус                           | Belgirallus       | ранній олігоцен                                   | Бельгія             |                                       |            |
| Креккоїдес                             | Creccoides        | пізній пліоцен/ранній плейстоцен                  | Техас               |                                       |            |
| Еокрекс                                | Eocrex            | ранній еоцен                                      | Вайомінг (США)      |                                       |            |
|                                        | Euryonotus        | плейстоцен                                        | Аргентина           |                                       |            |
| Фулікалеторніс                         | Fulicaletornis    | середній еоцен                                    | Вайомінг (США)      |                                       |            |
|                                        | Ibidopsis         | пізній еоцен                                      | Англія              |                                       |            |
|                                        | Latipons          | середній еоцен                                    | Велика Британія     |                                       |            |
| Міофуліка                              | Miofulica         | середній міоцен                                   | Бельгія             |                                       |            |
| Міораллус                              | Miorallus         | середній — пізній міоцен                          | Франція             |                                       |            |
|                                        | Palaeoaramides    | пізній олігоцен/ранній міоцен — пізній міоцен     | Франція             |                                       |            |
| Палеораллус                            | Palaeorallus      | ранній еоцен                                      | Вайомінг            |                                       |            |
|                                        | Parvirallus       | ранній — середній еоцен                           | Велика Британія     |                                       |            |
| Пастушкінія                            | Pastushkinia      | пліоцен                                           | Монголія            |                                       |            |
|                                        | Paraortygometra   | пізній олігоцен/?ранній міоцен -? середній міоцен | Франція, Таїланд    |                                       |            |
| Плейторалус                            | Pleistorallus     | плейстоцен 1М                                     | Нова Зеландія       |                                       |            |
|                                        | Quercyrallus      | пізній еоцен -? пізній олігоцен                   | Франція             |                                       |            |
| Ралікрекс                              | Rallicrex         | середній/пізній олігоцен                          | Румунія             |                                       |            |
| Ренанораллус                           | Rhenanorallus     | пізній олігоцен/ранній міоцен                     | Німеччина           |                                       |            |
|                                        | Wanshuina         | палеоцен 61М                                      | Китай               |                                       |            |
|                                        | Youngornis        | середній міоцен                                   | Китай               |                                       |            |
|                                        | Hovacrex          | плейстоцен                                        | Мадагаскар          |                                       |            |
|                                        | Vitirallus        | голоцен                                           | Фіджі               |                                       |            |
|                                        | Capellirallus     | голоцен                                           | Нова Зеландія       |                                       |            |
| Родина: †Aptornithidae                 |                   |                                                   |                     |                                       |            |
| Апторніс                               | Aptornis          | міоцен-голоцен                                    | Нова Зеландія       |                                       |            |
| Родина: †Messelornithidae              |                   |                                                   |                     |                                       |            |
| Ітардіорніс                            | Itardiornis       | еоцен-олігоцен                                    | Франція             |                                       |            |
| Месельорніс                            | Messelornis       | палеоцен-еоцен 55-38М                             | Німеччина           |                                       |            |
|                                        | Pellornis         | ранній еоцен                                      | Данія               |                                       |            |
| Вальбекорніс                           | Walbeckornis      | Палеоцен 55М                                      | Німеччина           |                                       |            |
| Родина: †Qianshanornithidae            |                   |                                                   |                     |                                       |            |
| Ціньшанорніс                           | Qianshanornis     | палеоцен 60М                                      | Китай               |                                       |            |
| Родина: †Salmilidae                    |                   |                                                   |                     |                                       |            |
|                                        | Salmila           | еоцен 48М                                         | Німеччина           |                                       |            |
| Родина: †Ameghinornithidae             |                   |                                                   |                     |                                       |            |
| Стрігогіпс                             | Strigogyps        | еоцен-ранній олігоцен                             | Німеччина, Франція  | включає Aenigmavis і Ameghinornis     |            |
| Родина: †Bathornithidae                |                   |                                                   |                     |                                       |            |
| Еутрепторніс                           | Eutreptornis      | пізній еоцен 40М                                  | США                 |                                       |            |
| Неокатартес                            | Neocathartes      | пізній еоцен 37М                                  | США                 |                                       |            |
| Паракракс                              | Paracrax          | ранній/середній олігоцен 33-30М                   | США                 |                                       |            |
| Баторніс                               | Bathornis         | пізній еоцен — ранній міоцен 37-20М               | США                 |                                       |            |
| Родина: †Idiornithidae                 |                   |                                                   |                     |                                       |            |
| Ідіорніс                               | Idiornis          | еоцен                                             | Франція             |                                       |            |
|                                        | Gypsornis         | пізній еоцен                                      | Франція             |                                       |            |
|                                        | Ibidopodia        | міоцен                                            | Франція             |                                       |            |
|                                        | Occitaniavis      | пізній еоцен 40М                                  | Франція             | включає Geranopsis elatus             |            |
|                                        | Propelargus       | пізній еоцен/ранній олігоцен                      | США                 |                                       |            |
| Талантатос                             | Talantatos        | еоцен                                             | Франція             | включає Elaphrocnemus and Filholornis |            |
| Родина: †Фороракосові (Phorusrhacidae) |                   |                                                   |                     |                                       |            |
| Ітаборавіс                             | Itaboravis        | ранній еоцен 53М                                  | Бразилія            |                                       |            |
| Лавокатавіс                            | Lavocatavis       | ранній еоцен 52М                                  | Алжир               |                                       |            |
|                                        | Llallawavis       | пліоцен 3,5М                                      | Аргентина           |                                       |            |
|                                        | Patagorhacos      | ранній міоцен 21М                                 | Аргентина           |                                       |            |
| Елевтерорніс                           | Eleutherornis     | еоцен 43-41М                                      | Франція, Швейцарія  |                                       |            |
|                                        | Paleopsilopterus  | середній палеоцен                                 |                     |                                       |            |
|                                        | Andrewsornis      | середній — пізній олігоцен                        |                     |                                       |            |
| Фізорніс                               | Physornis         | середній — пізній олігоцен 28-23М                 | Аргентина           |                                       |            |
| Псілоптерус                            | Psilopterus       | середній олігоцен — пізній міоцен                 |                     | Південна Америка                      |            |
| Парафізорніс                           | Paraphysornis     | пізній олігоцен 23М                               | Бразилія            |                                       |            |
| Бронторніс                             | Brontornis        | ранній — середній міоцен 20-15М                   | Південна Америка    | важив до 210 кг                       |            |
| Патагорніс                             | Patagornis        | ранній — середній міоцен                          | Аргентина           |                                       |            |
| Фороракос                              | Phorusrhacos      | ранній — середній міоцен 20-15М                   | Патагонія           |                                       |            |
| Андалгалорніс                          | Andalgalornis     | пізній міоцен — ранній пліоцен 23-5М              | Аргентина           |                                       |            |
| Девінцензія                            | Devincenzia       | пізній міоцен — ранній пліоцен                    | Уругвай, Аргентина  |                                       |            |
| Прокаріама                             | Procariama        | пізній міоцен — ранній пліоцен 6,8М               | Аргентина           |                                       |            |
| Мезембріорніс                          | Mesembriornis     | пізній міоцен — пізній пліоцен                    | Аргентина           |                                       |            |
| Титаніс                                | Titanis           | ранній — пізній пліоцен                           |                     |                                       |            |
| Келенкен                               | Kelenken          | ранній — пізній пліоцен                           | Пн. та Пд. Америки  | вага до 230 кг                        |            |
| Родина: Каріамові (Cariamidae)         |                   |                                                   |                     |                                       |            |
|                                        | Chunga incerta    | пліоцен 3М                                        | Аргентина           |                                       |            |
| Ріакама                                | Riacama           | олігоцен                                          | Аргентина           | Каріамові?                            |            |
| Сміліорніс                             | Smiliornis        | олігоцен                                          | Аргентина           | ?Журавлеподібні                       |            |
|                                        | Pseudolarus       | олігоцен-міоцен                                   | Аргентина           |                                       |            |
|                                        | Noriegavis        | міоцен                                            | Аргентина           |                                       |            |
| Родина: Дрохвові (Otididae)            |                   |                                                   |                     |                                       |            |
|                                        | Gryzaja           | пліоцен                                           | Україна             |                                       |            |
|                                        | Ioriotis          |                                                   |                     |                                       |            |
|                                        | Miootis           |                                                   |                     |                                       |            |
|                                        | Pleotis           |                                                   |                     |                                       |            |

#### Фламінгоподібні (Phoenicopteriformes)
| Українська назва                             | Латинська назва | Геологічний період                       | Місця знахідок                             | Примітки          | Зображення |
| Ряд: Фламінгоподібні (Phoenicopteriformes) . |                 |                                          |                                            |                   |            |
|                                              | Phoeniconotius  | пізній олігоцен/ранній міоцен            | Австралія                                  |                   |            |
| Родина: †Palaelodidae                        |                 |                                          |                                            |                   |            |
|                                              | Adelalopus      | ранній олігоцен                          | Бельгія                                    |                   |            |
| Палелодус                                    | Palaelodus      | середній олігоцен -? середній плейстоцен | Бразилія, Європа, Австралія, Нова Зеландія |                   |            |
| Мегапалелодус                                | Megapaloelodus  | міоцен 19-7М                             | Аргентина, Північна Америка, Європа        |                   |            |
| Родина: Фламінго (Phoenicopteridae)          |                 |                                          |                                            |                   |            |
|                                              | Elornis         | середній еоцен — ранній олігоцен         | Франція                                    | включає Actiornis |            |
|                                              | Harrisonavis    | пізній олігоцен - ранній міоцен          | Франція                                    |                   |            |
|                                              | Leakeyornis     | міоцен                                   | Ефіопія                                    |                   |            |

#### Пірникозоподібні (Podicipediformes)
| Українська назва                         | Латинська назва | Геологічний період                 | Місця знахідок | Примітки | Зображення |
| Ряд: Пірникозоподібні (Podicipediformes) |                 |                                    |                |          |            |
| Родина: Пірникозові (Podicipedidae)      |                 |                                    |                |          |            |
| Міобаптус                                | Miobaptus       | міоцен                             | Європа, Азія   |          |            |
|                                          | Miodytes        | ранній міоцен                      | Сербія         |          |            |
| Тіорніс                                  | Thiornis        | пізній міоцен 7-5М                 | Іспанія        |          |            |
| Пліолімбус                               | Pliolymbus      | пізній пліоцен - ранній плейстоцен | США, Мексика   |          |            |

#### Лелекоподібні (Ciconiiformes)
| Українська назва                        | Латинська назва        | Геологічний період              | Місця знахідок       | Примітки                                          | Зображення |
| Ряд: Лелекоподібні (Ciconiiformes)      |                        |                                 |                      |                                                   |            |
| Родина: Лелекові (Ciconiidae)           |                        |                                 |                      |                                                   |            |
| Кіконіопсис                             | Ciconiopsis            | олігоцен                        | Патагонія, Аргентина |                                                   |            |
| Палеоефіппіоринхус                      | Palaeoephippiorhynchus | ранній олігоцен 34-28М          | Пн. Африка           |                                                   |            |
|                                         | Grallavis              | ранній міоцен                   | Франція              | можливо синонім Prociconia                        |            |
|                                         | Pelargosteon           | ранній плейстоцен               | Румунія              |                                                   |            |
| Саншуйорніс                             | Sanshuiornis           | еоцен                           | Китай                |                                                   |            |
| Родина: Чаплеві (Ardeidae)              |                        |                                 |                      |                                                   |            |
|                                         | Ardeagradis            |                                 |                      |                                                   |            |
|                                         | Calcardea              | палеоцен                        | Вайомінг             |                                                   |            |
| Матуку                                  | Matuku                 | міоцен 19М                      | Нова Зеландія        |                                                   |            |
|                                         | Nyctisoma              | середній міоцен                 | Монголія             |                                                   |            |
|                                         | Palaeophoyx            | плейстоцен                      | Флорида              |                                                   |            |
|                                         | Pikaihao               | міоцен                          | Нова Зеландія        |                                                   |            |
|                                         | Proardea               | пізній еоцен -? пізній олігоцен | Європа               |                                                   |            |
|                                         | Proardeola             | міоцен                          | Таїланд              |                                                   |            |
|                                         | Taphophoyx             | міоцен                          | Флорида              |                                                   |            |
| Зельторніс                              | Zeltornis              | ранній міоцен                   | Лівія                |                                                   |            |
| Родина: †Xenerodiopidae                 |                        |                                 |                      |                                                   |            |
| Ксенеродіопс                            | Xenerodiops            | ранній олігоцен 33М             | Єгипет               |                                                   |            |
| Родина: Молотоголовові (Scopidae)       |                        |                                 |                      |                                                   |            |
|                                         | Scopus xenopus         | пліоцен                         | ПАР                  |                                                   |            |
| Родина: Ібісові (Threskiornithidae)     |                        |                                 |                      |                                                   |            |
| Герандібіс                              | Gerandibis             | пізній олігоцен/ранній міоцен   | Франція              |                                                   |            |
|                                         | Rhynchaeites           | середній еоцен                  | Німеччина            | у тому числі Plumumida, можливо, включає Mopsitta |            |
| Вадаравіс                               | Vadaravis              | ранній еоцен 52М                | Вайомінг, США        |                                                   |            |
|                                         | Apteribis              | пізній плейстоцен 0,2М          | Гаваї                | нелітаючий ібіс                                   |            |
|                                         | Xenicibis              | пізній плейстоцен 0,01М         | Ямайка               | нелітаючий ібіс                                   |            |
| Родина: Китоголовові (Balaenicipitidae) |                        |                                 |                      |                                                   |            |
|                                         | Goliathia              | пізній еоцен/ранній олігоцен    | Єгипет               |                                                   |            |
|                                         | Paludavis              | пізній міоцен                   | Туніс і Пакистан     |                                                   |            |

#### Фаетоноподібні (Phaethontiformes)
| Українська назва                       | Латинська назва | Геологічний період              | Місця знахідок            | Примітки                 | Зображення |
| Ряд: Фаетоноподібні (Phaethontiformes) |                 |                                 |                           |                          |            |
|                                        | Clymenoptilon   | ранній палеоцен 62М             | Нова Зеландія             |                          |            |
| Родина: †Prophaethontidae              |                 |                                 |                           |                          |            |
| Літоптіла                              | Lithoptila      | пізній палеоцен 58М             | Марокко                   | у тому числі Abdounornis |            |
| Профаетон                              | Prophaethon     | пізній палеоцен ?- ранній еоцен | Англія, США?              |                          |            |
| Родина: Фаетонові (Phaethontidae)      |                 |                                 |                           |                          |            |
|                                        | Proplegadis     | ранній еоцен                    | Англія                    |                          |            |
|                                        | Phaethusavis    | ранній еоцен                    | Марокко                   |                          |            |
|                                        | Heliadornis     | міоцен                          | Північна Америка і Європа |                          |            |

#### Пеліканоподібні (Pelecaniformes)
| Українська назва                           | Латинська назва   | Геологічний період                    | Місця знахідок          | Примітки                                                              | Зображення |
| Ряд: Пеліканоподібні (Pelecaniformes)      |                   |                                       |                         |                                                                       |            |
| Піскатор                                   | Piscator          | пізній еоцен 38 М                     | Англія                  |                                                                       |            |
| Профалакрокоракс                           | Prophalacrocorax  | ранній олігоцен 33М                   | Франція                 | також Mergus ronzoni та Sula ronzoni                                  |            |
| Родина: Фрегатові (Fregatidae)             |                   |                                       |                         |                                                                       |            |
| Лімнофрегата                               | Limnofregata      | ранній еоцен 51-49М                   | Вайомінг                |                                                                       |            |
| Родина: Сулові (Sulidae)                   |                   |                                       |                         |                                                                       |            |
| Бімбісула                                  | Bimbisula         | пліоцен 3,9М                          | Південна Кароліна (США) |                                                                       |            |
| Еостега                                    | Eostega           | середній еоцен 48М                    | Румунія                 |                                                                       |            |
| Емфересула                                 | Empheresula       | пізній олігоцен — ранній міоцен 23М   | Франція                 |                                                                       |            |
| Масілластега                               | Masillastega      | середній еоцен 48М                    | Німеччина               |                                                                       |            |
| Мікросула                                  | Microsula         | пізній олігоцен — середній міоцен     | Європа,США              |                                                                       |            |
| Міосула                                    | Miosula           | пізній міоцен 11,6М                   | Каліфорнія              |                                                                       |            |
| Палеосула                                  | Palaeosula        | пізній міоцен 13,6М                   | Каліфорнія              |                                                                       |            |
| Рамфастосула                               | Rhamphastosula    | ранній пліоцен 5М                     | Перу                    |                                                                       |            |
| Сарматосула                                | Sarmatosula       | середній міоцен                       | Румунія                 |                                                                       |            |
| Родина: Бакланові (Phalacrocoracidae)      |                   |                                       |                         |                                                                       |            |
|                                            | Borvocarbo        | пізній олігоцен                       | Європа                  |                                                                       |            |
|                                            | Limicorallus      | середній олігоцен                     | Казахстан               |                                                                       |            |
| Намбашаг                                   | Nambashag         | олігоцен 26М                          | Австралія               |                                                                       |            |
|                                            | Nectornis         | пізній олігоцен? — середній міоцен    | Німеччина               | включає Oligocorax miocaenus                                          |            |
| Валентікарбо                               | Valenticarbo      | пізній пліоцен/ранній плейстоцен      | Індія                   | nomen dubium                                                          |            |
|                                            | Oligocorax        | пізній олігоцен                       | Німеччина               |                                                                       |            |
| Родина: †Plotopteridae                     |                   |                                       |                         |                                                                       |            |
| Копептерикс                                | Copepteryx        | пізній олігоцен                       | Японія                  |                                                                       |            |
|                                            | Empeirodytes      | пізній олігоцен                       | Японія                  |                                                                       |            |
| Хоккайдорніс                               | Hokkaidornis      | олігоцен 28М                          | Японія                  |                                                                       |            |
| Стемек                                     | Stemec            | олігоцен 28М                          | Канада                  |                                                                       |            |
| Фокавіс                                    | Phocavis          | еоцен 37-34М                          | Орегон                  |                                                                       |            |
| Плотоптерум                                | Plotopterum       | олігоцен-міоцен                       | Каліфорнія, Японія      |                                                                       |            |
| Тонсала                                    | Tonsala           | ранній олігоцен                       | Вашингтон (США)         |                                                                       |            |
| Родина: †Protoplotidae                     |                   |                                       |                         |                                                                       |            |
| Протоплотус                                | Protoplotus       | палеоцен ? — середній еоцен           | Суматра                 |                                                                       |            |
| Родина: Змієшийкові (Anhingidae)           |                   |                                       |                         |                                                                       |            |
| Мегангінга                                 | Meganhinga        | ранній міоцен 17М                     | Чилі                    |                                                                       |            |
| Макрангінга                                | Macranhinga       | середній міоцен 9М                    | Аргентина, Бразилія     |                                                                       |            |
| Паранавіс                                  | Paranavis         | середній/пізній міоцен                | Аргентина               | nomen nudum                                                           |            |
| Родина: †Костезубі птахи (Pelagornithidae) |                   |                                       |                         |                                                                       |            |
| Протодонтоптерикс                          | Protodontopteryx  | ранній палеоцен 62М                   | Нова Зеландія           | найдавніший представник родини                                        |            |
| Псевдонторніс                              | Pseudodontornis   | пізній палеоцен — ранній еоцен 59-49М | США, Англія             |                                                                       |            |
| Дазорніс                                   | Dasornis          | ранній еоцен 50М                      | Англія                  | у тому числі Argillornis, «Lithornis» emuinus і «Neptuniavis» miranda |            |
| Макродонтоптерикс                          | Macrodontopteryx  | ранній еоцен 50М                      | Англія                  |                                                                       |            |
| Одонтоптерикс                              | Odontopteryx      | ранній еоцен 57М                      | Англія                  | у тому числі «Neptuniavis»                                            |            |
| Гіганторніс                                | Gigantornis       | середній еоцен                        | Нігерія                 |                                                                       |            |
| Цифорніс                                   | Cyphornis         | ранній міоцен                         | Ванкувер, зх. штати США |                                                                       |            |
| Остеодонторніс                             | Osteodontornis    | ранній олігоцен — пліоцен             | США, Японія             |                                                                       |            |
| Пелагорніс                                 | Pelagornis        | середній міоцен — пізній пліоцен      | Марокко                 | Є одним з найбільших відомих науці літаючих птахів                    |            |
| Каспіодонторніс                            | Caspiodontornis   | олігоцен 28М                          | Азербайджан             |                                                                       |            |
| Лютетодонтоптерикс                         | Lutetodontopteryx | еоцен 48М                             | Україна                 |                                                                       |            |
|                                            | Aequornis         | еоцен, 48 М                           | Того                    |                                                                       |            |
|                                            | Tympanoneisiotes  | пізній олігоцен - ранній міоцен       | Південна Кароліна (США) |                                                                       |            |
| Родина: Пеліканові (Pelecanidae)           |                   |                                       |                         |                                                                       |            |
|                                            | Miopelecanus      | ранній міоцен                         | Франція                 |                                                                       |            |

#### Буревісникоподібні (Procellariiformes)
| Українська назва                             | Латинська назва    | Геологічний період                   | Місця знахідок                             | Примітки                       | Зображення |
| Ряд: Буревісникоподібні (Procellariiformes). |                    |                                      |                                            |                                |            |
| Еопуфінус                                    | Eopuffinus         | палеоцен                             | Казахстан                                  |                                |            |
| Макагала                                     | Makahala           | олігоцен                             | Вашингтон (США)                            |                                |            |
| Родина: †Marinavidae                         |                    |                                      |                                            |                                |            |
| Марінавіс                                    | Marinavis          | палеоцен                             | Англія                                     |                                |            |
| Родина: Tytthostonygidae                     |                    |                                      |                                            |                                |            |
| Титостонікс                                  | Tytthostonyx       | пізній крейдовий період/палеоцен 65М | США                                        |                                |            |
| Родина: †Diomedeoididae                      |                    |                                      |                                            |                                |            |
| Діомедеоїдес                                 | Diomedeoides       | олігоцен-міоцен                      | Бельгія, Німеччина, Іран                   |                                |            |
| Рупелорніс                                   | Rupelornis         | олігоцен                             | Бельгія                                    |                                |            |
| Родина: Альбатросові (Diomedeidae)           |                    |                                      |                                            |                                |            |
| Мурункус                                     | Murunkus           | середній еоцен                       | Узбекистан                                 |                                |            |
| Плоторніс                                    | Plotornis          | ранній — середній міоцен             | Франція, Італія                            | включає «Puffinus» arvernensis |            |
| Тидея                                        | Tydea              | ранній олігоцен 31М                  | Бельгія                                    |                                |            |
| Алдіомедес                                   | Aldiomedes         | пліоцен 3,4М                         | Нова Зеландія                              |                                |            |
| Родина: Качуркові (Hydrobatidae)             |                    |                                      |                                            |                                |            |
|                                              | Primodroma         | ранній еоцен                         | Англія                                     |                                |            |
|                                              | Oceanodroma hubbsi | пізній міоцен                        | Каліфорнія, США                            |                                |            |
| Родина: Буревісникові (Procellariidae)       |                    |                                      |                                            |                                |            |
|                                              | Argyrodyptes       | пізній еоцен/ранній олігоцен         | Аргентина                                  |                                |            |
|                                              | Pterodromoides     | пізній міоцен/пліоцен                | Менорка (Іспанія), Північна Кароліна (США) |                                |            |

#### Гагароподібні (Gaviiformes)
| Українська назва                   | Латинська назва | Геологічний період                  | Місця знахідок | Примітки                        | Зображення |
| Ряд: Гагароподібні (Gaviiformes) . |                 |                                     |                |                                 |            |
| Родина: Colymboididae              |                 |                                     |                |                                 |            |
| Колімбоїдес                        | Colymboides     | пізній еоцен — ранній міоцен 37-20М | Європа         | включає Dyspetornis і Hydrornis |            |

#### Пінгвіноподібні (Sphenisciformes)
| Українська назва                       | Латинська назва        | Геологічний період                        | Місця знахідок                               | Примітки                                          | Зображення |
| Ряд: Пінгвіноподібні (Sphenisciformes) |                        |                                           |                                              |                                                   |            |
| Купоупоу                               | Kupoupou               | палеоцен 62М                              | о. Чатем (Нова Зеландія)                     |                                                   |            |
| Вайману                                | Waimanu                | палеоцен 58М                              | Нова Зеландія                                |                                                   |            |
| Мурівайману                            | Muriwaimanu            | палеоцен 58М                              | Нова Зеландія                                |                                                   |            |
|                                        | Sequiwaimanu           | палеоцен 58М                              | Нова Зеландія                                |                                                   |            |
| Куміману                               | Kumimanu               | пізній палеоцен 55М                       | Нова Зеландія                                |                                                   |            |
| Петрадиптес                            | Petradyptes            | пізній палеоцен 55М                       | Нова Зеландія                                |                                                   |            |
| Перудиптес                             | Perudyptes             | середній еоцен 42М                        | Перу                                         |                                                   |            |
| Родина: Пінгвінові (Spheniscidae)      |                        |                                           |                                              |                                                   |            |
| Каіїка                                 | Kaiika maxwelli        | ранній еоцен                              | Нова Зеландія                                |                                                   |            |
| Палеоаптеродитес                       | Palaeoapterodytes      | пізній олігоцен - ранній міоцен           | Аргентина                                    |                                                   |            |
|                                        | Tereingaornis          | пізній пліоцен 3,6М                       | Нова Зеландія                                |                                                   |            |
|                                        | Crossvallia            | пізній палеоцен 56М                       | Антарктида, Нова Зеландія                    |                                                   |            |
| Антропорніс                            | Anthropornis           | пізній еоцен -? ранній олігоцен 45-37М    | Нова Зеландія                                | Найбільший представник родини                     |            |
| Археосфеніск                           | Archaeospheniscus      | середній-/пізній еоцен — пізній олігоцен  | Антарктида, Нова Зеландія                    |                                                   |            |
|                                        | Delphinornis           | середина-/пізній еоцен -? ранній олігоцен | о. Сеймур (Антарктида)                       |                                                   |            |
| Палееудиптес                           | Palaeeudyptes          | середина-/пізній еоцен — пізній олігоцен  | Нова Зеландія, Антарктика, Австралія?, Чилі? |                                                   |            |
| Ікадиптес                              | Icadyptes              | пізній еоцен 37М                          | Перу                                         |                                                   |            |
| Інкаяку                                | Inkayacu               | пізній еоцен 36М                          | Перу                                         |                                                   |            |
| Пахидиптес                             | Pachydyptes ponderosus | пізній еоцен 37-34                        | Нова Зеландія                                |                                                   |            |
|                                        | Marambiornis           | пізній еоцен 37М                          | о. Сеймур (Антарктика)                       |                                                   |            |
| Месетаорніс                            | Mesetaornis            | пізній еоцен 37М                          | о. Сеймур (Антарктика)                       |                                                   |            |
|                                        | Tonniornis             | пізній еоцен 37М                          | о. Сеймур (Антарктика)                       |                                                   |            |
| Віманорніс                             | Wimanornis             | пізній еоцен -? ранній олігоцен 37-34М    | Антарктида                                   |                                                   |            |
| Артродитес                             | Arthrodytes            | ранній міоцен                             | Аргентина                                    |                                                   |            |
|                                        | Duntroonornis          | пізній олігоцен 27М                       | Нова Зеландія                                |                                                   |            |
| Кайруку                                | Kairuku                | пізній олігоцен 27-25М                    | Нова Зеландія                                | Інша назва «велетенський новозеландський пінгвін» |            |
| Корора                                 | Korora                 | пізній олігоцен - ранній міоцен 25М       | Нова Зеландія                                |                                                   |            |
| Платидипт                              | Platydyptes            | пізній олігоцен — ранній міоцен 27-21М    | Нова Зеландія                                |                                                   |            |
| Ерестікус                              | Eretiscus              | ранній міоцен 21М                         | Патагонія                                    |                                                   |            |
| Параптенодипт                          | Paraptenodytes         | міоцен                                    | Аргентина                                    |                                                   |            |
| Палеосфеніск                           | Palaeospheniscus       | міоцен-пліоцен                            | Південна Америка, ПАР                        |                                                   |            |
| Антроподиптес                          | Anthropodyptes         | середній міоцен                           | Австралія                                    |                                                   |            |
| Мадринорніс                            | Madrynornis            | пізній міоцен                             | Аргентина                                    |                                                   |            |
|                                        | Pseudaptenodytes       | пліоцен міоцен                            | Австралія                                    |                                                   |            |
|                                        | Dege                   | ранній пліоцен                            | Південна Африка                              |                                                   |            |
| Марплесорніс                           | Marplesornis           | ранній пліоцен                            | Нова Зеландія                                |                                                   |            |
| Нуклеорніс                             | Nucleornis             | ранній пліоцен 5,3М                       | Південна Африка                              |                                                   |            |
| Інгуза                                 | Inguza                 | ранній пліоцен 5М                         | ПАР                                          | колись Spheniscus predemersus                     |            |

#### Рябкоподібні (Pteroclidiformes)
| Українська назва                       | Латинська назва | Геологічний період | Місця знахідок | Примітки | Зображення |
| Ряд: Рябкоподібні (Pteroclidiformes) . |                 |                    |                |          |            |
| Родина: Рябкові (Pteroclidae)          |                 |                    |                |          |            |
|                                        | Gerandia        | ранній міоцен      |                |          |            |
|                                        | Archaeoganga    |                    |                |          |            |
|                                        | Leptoganga      | міоцен             | Франція        |          |            |
|                                        | Linxiavis       | пізній міоцен 9-6М | Китай          |          |            |

#### Голубоподібні (Columbiformes)
| Українська назва                     | Латинська назва | Геологічний період                 | Місця знахідок | Примітки                        | Зображення |
| Ряд: Голубоподібні (Columbiformes) . |                 |                                    |                |                                 |            |
| Родина: Голубові (Columbidae)        |                 |                                    |                |                                 |            |
| Ареніколумба                         | Arenicolumba    | ранній міоцен 19М                  | Флорида        |                                 |            |
|                                      | Rupephaps       | ранній міоцен 19М                  | Нова Зеландія  |                                 |            |
|                                      | Tongoenas       | пізній плейстоцен - ранній голоцен | Тонга          | вимер близько 600 року до н. е. |            |

#### Папугоподібні (Psittaciformes)
| Українська назва                    | Латинська назва  | Геологічний період                  | Місця знахідок    | Примітки                                                  | Зображення |
| Ряд: Папугоподібні (Psittaciformes) |                  |                                     |                   |                                                           |            |
| Псіттакорес                         | Psittacopes      | ранній/середній еоцен               | Німеччина, Англія | можливо близький до горобцеподібних родини Zygodactylidae |            |
|                                     | Serudaptus       | еоцен                               | Німеччина         |                                                           |            |
| Геракл                              | Heracles         | пізній міоцен 19М                   | Нова Зеландія     |                                                           |            |
| Родина: Messelasturidae             |                  |                                     |                   |                                                           |            |
| Тинскія                             | Tynskya          | еоцен 48-40М                        | Німеччина         |                                                           |            |
| Месселастур                         | Messelastur      | еоцен 48-40                         | Німеччина         |                                                           |            |
| Родина: †Vastanavidae               |                  |                                     |                   |                                                           |            |
| Вастанавіс                          | Vastanavis       | ранній еоцен 56-48М                 | Індія             |                                                           |            |
| Родина: †Quercypsittidae            |                  |                                     |                   |                                                           |            |
|                                     | Quercypsitta     | пізній еоцен, 37М                   | Франція           |                                                           |            |
| Родина: Папугові (Psittacidae)      |                  |                                     |                   |                                                           |            |
| Археопсітакус                       | Archaeopsittacus | пізній міоцен / ранній олігоцен 23М | Франція           |                                                           |            |
| Ксенопсітта                         | Xenopsitta       | ранній міоцен 22М                   | Чехія             |                                                           |            |
| Баваріпсітта                        | Bavaripsitta     | середній міоцен 14М                 | Німеччина         |                                                           |            |

#### Гоациноподібні (Opisthocomiformes)
| Українська назва                        | Латинська назва | Геологічний період  | Місця знахідок | Примітки            | Зображення |
| Ряд: Гоациноподібні (Opisthocomiformes) |                 |                     |                |                     |            |
| Родина: Гоацинові (Opisthocomidae)      |                 |                     |                |                     |            |
| Форо                                    | Foro            | еоцен 48М           | Вайомінг, США  | Близький до гоацина |            |
| Онихоптерикс                            | Onychopteryx    | еоцен 56М           | Аргентина      |                     |            |
|                                         | Namibiavis      | міоцен 16М          | Намібія        |                     |            |
| Гоацинавіс                              | Hoazinavis      | олігоцен-міоцен 24М | Бразилія       |                     |            |
| Гоациноїдес                             | Hoazinoides     | пізній міоцен 14М   | Колумбія       |                     |            |
| Протоацін                               | Protoazin       | пізній еоцен 34М    | Франція        |                     |            |

#### Зозулеподібні (Cuculiformes)
| Українська назва                  | Латинська назва | Геологічний період | Місця знахідок | Примітки          | Зображення |
| Ряд: Зозулеподібні (Cuculiformes) |                 |                    |                |                   |            |
| Родина: Туракові (Musophagidae)   |                 |                    |                |                   |            |
|                                   | Veflintornis    | середній міоцен    | Франція        | колись Apopempsis |            |
| Родина: Зозулеві (Cuculidae)      |                 |                    |                |                   |            |
| Еокукулюс                         | Eocuculus       | пізній еоцен 34М   | Колорадо (США) |                   |            |
|                                   | Dynamopterus    | ранній олігоцен    | Франція        |                   |            |
|                                   | Neococcyx       | ранній олігоцен    | Канада         |                   |            |
|                                   | Cursoricoccyx   | ранній міоцен 20М  | Колорадо       |                   |            |

#### Соколоподібні (Falconiformes)
| Українська назва                   | Латинська назва | Геологічний період  | Місця знахідок | Примітки             | Зображення |
| Ряд: Соколоподібні (Falconiformes) |                 |                     |                |                      |            |
| Родина: †Masillaraptoridae         |                 |                     |                |                      |            |
| Даніелсраптор                      | Danielsraptor   | ранній еоцен 55М    | Англія         |                      |            |
| Масіллараптор                      | Masillaraptor   | середній еоцен 40М  | Німеччина      |                      |            |
| Родина: Соколові (Falconidae)      |                 |                     |                |                      |            |
|                                    | Antarctoboenus  | ранній еоцен 50м    | Антарктида     | базальний            |            |
|                                    | Lagopterus      | пізній плейстоцен   | Аргентина      |                      |            |
|                                    | Parvulivenator  | ранній еоцен        | Англія         |                      |            |
|                                    | Stintonornis    | ранній еоцен        | Англія         |                      |            |
|                                    | Badiostes       | ранній міоцен 17М   | Аргентина      |                      |            |
| Тегорніс                           | Thegornis       | міоцен              | Аргентина      |                      |            |
|                                    | Pediohierax     | середній міоцен 16М | Небраска       | колись Falco ramenta |            |
| Петросушкінія                      | Petrosushkinia  | ранній пліоцен      | Казахстан      | належить в Falco?    |            |

#### Яструбоподібні (Accipitriformes)
| Українська назва                      | Латинська назва  | Геологічний період                   | Місця знахідок    | Примітки                                                                                                   | Зображення |
| Ряд: Яструбоподібні (Accipitriformes) |                  |                                      |                   | |            |
| Родина: †Teratornithidae              |                  |                                      |                   | |            |
| Аргентавіс                            | Argentavis       | пізній міоцен                        | Аргентина         | |            |
|                                       | Aiolornis        | ранній пліоцен — пізній плейстоцен   | США               | |            |
| Тераторніс                            | Teratornis       | плейстоцен                           | США               | |            |
| Оскаравіс                             | Oscaravis        | плейстоцен                           | Куба              | |            |
| Катарторніс                           | Cathartornis     | міоцен — плейстоцен 23-0М            | Каліфорнія        | |            |
|                                       | Taubatornis      | пізній олігоцен — ранній міоцен 25М  | Бразилія          | |            |
| Родина: Катартові (Cathartidae)       |                  |                                      |                   | |            |
| Бразилогіпс                           | Brasilogyps      | пізній олігоцен — ранній міоцен      | Бразилія          | |            |
| Кунтур                                | Kuntur           | пізній міоцен                        | Перу              | |            |
|                                       | Tapinopus        |                                      |                   | |            |
| Діатропорніс                          | Diatropornis     | пізній еоцен -? середній олігоцен    | Франція           | |            |
| Фазмагіпс                             | Phasmagyps       | пізній еоцен 38-34                   | Колорадо          | |            |
| Гадрогіпс                             | Hadrogyps        | середній міоцен 13М                  | Каліфорнія        | |            |
| Пліогіпс                              | Pliogyps         | пізній міоцен — пізній пліоцен 13-2М | США               | |            |
|                                       | Perugyps         | пізній пліоцен / ранній міоцен 7,2М  | Перу              | |            |
| Дріорніс                              | Dryornis         | пліоцен                              | Аргентина         | можливо, належить до сучасного рід Vultur                                                                  |            |
| Айзеногіпс                            | Aizenogyps       | пізній пліоцен                       | Флорида           | |            |
|                                       | Breagyps         | пізній плейстоцен                    | США, Мексика      | |            |
| Героногіпс                            | Geronogyps       | пізній плейстоцен 0,126М             | Аргентина, Перу   | |            |
| Плейстовультур                        | Pleistovultur    | пізній плейстоцен — ранній голоцен   | Бразилія          | |            |
| Вінгегіпс                             | Wingegyps        | пізній плейстоцен 0,126М             | Бразилія          | |            |
|                                       | Parasarcoramphus |                                      |                   | |            |
| Родина: †Horusornithidae              |                  |                                      |                   | |            |
| Горусорніс                            | Horusornis       | пізній еоцен 35М                     | Франція           | |            |
| Родина: Птах-секретар (Sagittariidae) |                  |                                      |                   | |            |
|                                       | Amanuensis       | міоцен                               |                   | |            |
|                                       | Pelargopappus    | ранній міоцен                        | Франція           | |            |
| Родина: Яструбові (Accipitridae)      |                  |                                      |                   | |            |
| Мільвоїдес                            | Milvoides        | пізній еоцен 40М                     | Англія            | |            |
| Аквілавус                             | Aquilavus        | пізній еоцен — ранній міоцен         | Франція           | |            |
| Палеоциркус                           | Palaeocircus     | пізній еоцен 37М                     | Франція           | |            |
| Авіраптор                             | Aviraptor        | олігоцен 31М                         | Польща            | |            |
|                                       | Palaeohierax     | олігоцен 27М                         | Франція           | включає «Aquila» gervaisii                                                                                 |            |
| Палеастур                             | Palaeastur       | ранній міоцен 24М                    | Небраска          | |            |
| Пенгана                               | Pengana          | ранній міоцен 24М                    | Австралія         | |            |
| Проміліо                              | Promilio         | ранній міоцен 21-16М                 | Флорида, Небраска | |            |
|                                       | Proictinia       | міоцен                               | Флорида           | |            |
| Неофронтопс                           | Neophrontops     | ранній міоцен — пізній плейстоцен    | США, Мексика      | |            |
|                                       | Mioaegypius      | середній міоцен                      | Китай             | |            |
| Апатосагітаріус                       | Apatosagittarius | пізній міоцен 13,6М                  | Небраска (США)    | Своїми довгими ногами та способом життя був схожим на сучасного птаха-секретара (Sagittarius serpentarius) |            |
| Ганьсугіпс                            | Gansugyps        | пізній міоцен 7,8М                   | Китай             | |            |
|                                       | Palaeoborus      | ранній міоцен 21М                    | Південна Дакота   | |            |
| Цілуорніс                             | Qiluornis        | ранній міоцен                        | Китай             | |            |
| Гарганоетус                           | Garganoaetus     | ранній пліоцен                       | Італія            | |            |
| Амплібутео                            | Amplibuteo       | пізній пліоцен — пізній плейстоцен   | США, Перу         | |            |
| Неогіпс                               | Neogyps          | пізній плейстоцен 0,16М              | США, Мексика      | |            |
| Криптогіпс                            | Cryptogyps       | пізній плейстоцен                    | Австралія         | єдиний вид грифів на континенті                                                                            |            |
|                                       | Dynatoaetus      | пізній плейстоцен 0,7М               | Австралія         | найбільший хижий птах на континенті                                                                        |            |
|                                       | Gigantohierax    | ранній голоцен, 12-5Т                | Куба              | |            |

#### Дрімлюгоподібні (Caprimulgiformes)
| Українська назва                          | Латинська назва | Геологічний період | Місця знахідок   | Примітки | Зображення |
| Ряд: Дрімлюгоподібні (Caprimulgiformes) . |                 |                    |                  |          |            |
| Родина: Гуахарові (Steatornithidae)       |                 |                    |                  |          |            |
|                                           | Prefica         | еоцен 50М          | Вайомінг         |          |            |
| Родина: Білоногові (Podargidae)           |                 |                    |                  |          |            |
| Масіллаподаргус                           | Masillapodargus | еоцен              | Німеччина        |          |            |
| Керсіподаргус                             | Quercypodargus  | еоцен              | Франція          |          |            |
| Родина: Fluvioviridavidae                 |                 |                    |                  |          |            |
| Флувіовірідавіс                           | Fluvioviridavis | еоцен 55-50М       | Північна Америка |          |            |
| Родина: Потуєві (Nyctibiidae)             |                 |                    |                  |          |            |
|                                           | Paraprefica     | ранній еоцен 48М   | Німеччина        |          |            |
|                                           | Euronyctibius   | еоцен              | Франція          |          |            |
| Родина: Дрімлюгові (Caprimulgidae)        |                 |                    |                  |          |            |
|                                           | Ventivorus      | еоцен              | Франція          |          |            |
| Родина: Еготелові (Aegothelidae)          |                 |                    |                  |          |            |
|                                           | Quipollornis    | міоцен 17М         | Австралія        |          |            |

#### Серпокрильцеподібні (Apodiformes)
| Українська назва                       | Латинська назва | Геологічний період             | Місця знахідок             | Примітки                                                               | Зображення |
| Ряд: Серпокрильцеподібні (Apodiformes) |                 |                                |                            |                                                                        |            |
|                                        | Wyomingcypselus | еоцен                          | Вайомінг                   | nomen nudum                                                            |            |
|                                        | Scaniacypselus  | еоцен                          | Данія, Франція             |                                                                        |            |
| Проципселоїдес                         | Procypseloides  | пізній еоцен — ранній міоцен   | Франція                    |                                                                        |            |
|                                        | Palescyvus      | еоцен                          | Німеччина                  |                                                                        |            |
| Родина: †Cypselavidae                  |                 |                                |                            |                                                                        |            |
|                                        | Cypselavus      | пізній еоцен — ранній олігоцен | Франція                    |                                                                        |            |
| Родина: †Aegialornithidae              |                 |                                |                            |                                                                        |            |
| Егіалорніс                             | Aegialornis     | Еоцен                          | Німеччина, Франція         | Є проміжною ланкою між сучасним серпокрильцевими і совиними дрімлюгами |            |
| Прімапус                               | Primapus        | ранній еоцен 50М               | Англія                     |                                                                        |            |
| Родина: Eocypselidae                   |                 |                                |                            |                                                                        |            |
| Еоципселус                             | Eocypselus      | Палеоцен ?- еоцен              | Європа та США              | вважається спільним предком сучасних серпокрильців та колібрі          |            |
| Родина: †Jungornithidae                |                 |                                |                            |                                                                        |            |
| Параргорніс                            | Parargornis     | середній еоцен 48М             | Німеччина                  |                                                                        |            |
| Аргорніс                               | Argornis        | пізній еоцен                   | Росія                      |                                                                        |            |
|                                        | Jungornis       | ранній олігоцен                | Кавказ, Росія              |                                                                        |            |
|                                        | Palescyvus      | еоцен                          | Німеччина                  |                                                                        |            |
| Лапутавіс                              | Laputavis       | ранній еоцен                   | Англія                     |                                                                        |            |
| Родина: Колібрі (Trochilidae)          |                 |                                |                            |                                                                        |            |
| Евротрохілюс                           | Eurotrochilus   | ранній олігоцен 35М            | Німеччина, Франція, Польща |                                                                        |            |

#### Чепігоподібні (Coliiformes)
| Українська назва                 | Латинська назва | Геологічний період                | Місця знахідок | Примітки                                 | Зображення |
| Ряд: Чепігоподібні (Coliiformes) |                 |                                   |                |                                          |            |
| Еобукко                          | Eobucco         | еоцен                             | Вайомінг       |                                          |            |
|                                  | Eocolius        | ранній еоцен                      | Англія         |                                          |            |
|                                  | Limnatornis     | ранній міоцен                     | Франція        | (Urocolius?) Включає «Picus» consobrinus |            |
|                                  | Uintornis       | пізній еоцен                      | Вайомінг       |                                          |            |
| Родина: †Chascacocoliidae        |                 |                                   |                |                                          |            |
|                                  | Chascacocolius  | ранній еоцен                      | Німеччина      |                                          |            |
| Родина: †Selmeidae               |                 |                                   |                |                                          |            |
|                                  | Selmes          | середній еоцен? — пізній олігоцен | Німеччина      |                                          |            |
| Родина: †Sandcoleidae            |                 |                                   |                |                                          |            |
|                                  | Sandcoleus      | палеоцен                          | США            |                                          |            |
|                                  | Anneavis        | ранній еоцен                      | США            |                                          |            |
|                                  | Eoglaucidium    | ранній еоцен                      | Німеччина      |                                          |            |
|                                  | Tsidiiyazhi     | палеоцен                          | США            |                                          |            |
| Родина: Чепігові (Coliidae)      |                 |                                   |                |                                          |            |
|                                  | Primocolius     | пізній еоцен/олігоцен             | Франція        |                                          |            |
|                                  | Oligocolius     | ранній олігоцен 32М               | Німеччина      |                                          |            |
|                                  | Masillacolius   | середній еоцен 48М                | Німеччина      |                                          |            |

#### Совоподібні (Strigiformes)
| Українська назва                | Латинська назва | Геологічний період               | Місця знахідок        | Примітки                     | Зображення |
| Ряд: Совоподібні (Strigiformes) |                 |                                  |                       |                              |            |
|                                 | Berruornis      | пізній палеоцен                  | Франція, Німеччина    | Sophiornithidae?             |            |
|                                 | Palaeobyas      | пізній еоцен/ранній олігоцен     | Франція               | Tytonidae? Sophiornithidae?  |            |
|                                 | Palaeotyto      | пізній еоцен/ранній олігоцен     | Франція               | Tytonidae?                   |            |
| Родина: †Ogygoptyngidae         |                 |                                  |                       |                              |            |
|                                 | Ogygoptynx      | середній/пізній палеоцен 58М     | Колорадо              |                              |            |
| Родина: †Palaeoglaucidae        |                 |                                  |                       |                              |            |
|                                 | Palaeoglaux     | середній& еоцен 48-40М           | Німеччина, Франція    |                              |            |
| Родина: †Protostrigidae         |                 |                                  |                       |                              |            |
| Еострікс                        | Eostrix         | ранній — середній еоцен          | США, Англія, Монголія |                              |            |
| Мінерва                         | Minerva         | середній — пізній еоцен          | США                   | колись Protostrix            |            |
| Олігострікс                     | Oligostrix      | середній олігоцен                | Швейцарія             |                              |            |
| Примоптинкс                     | Primoptynx      | ранній еоцен 55М                 | Вайомінг              |                              |            |
| Родина: †Sophiornithidae        |                 |                                  |                       |                              |            |
|                                 | Sophiornis      | палеоцен                         | Європа                |                              |            |
| Родина: Совові (Strigidae)      |                 |                                  |                       |                              |            |
|                                 | Mioglaux        | пізній олігоцен? — ранній міоцен | Франція               |                              |            |
|                                 | Intutula        | міоцен                           | Франція               |                              |            |
|                                 | Alasio          | середній міоцен                  | Франція               | включає «Strix» collongensis |            |
|                                 | Miosurnia       | пізній міоцен 6М                 | Китай                 | вів денний спосіб життя      |            |
| Асфальтоглаукс                  | Asphaltoglaux   | пізній плейстоцен                | Каліфорнія, США       |                              |            |
|                                 | Oraristrix      | пізній плейстоцен                | Каліфорнія            |                              |            |
| Орнімегалонікс                  | Ornimegalonyx   | плейстоцен 10-7Т                 | Куба                  |                              |            |
| Родина: Сипухові (Tytonidae)    |                 |                                  |                       |                              |            |
|                                 | Nocturnavis     | пізній еоцен/ранній олігоцен     | Франція               |                              |            |
|                                 | Selenornis      | пізній еоцен/ранній олігоцен     | Франція               |                              |            |
|                                 | Necrobyas       | пізній еоцен — ранній міоцен     | Франція               |                              |            |
|                                 | Prosybris       | ранній олігоцен? — ранній міоцен | Бельгія               |                              |            |

#### Сиворакшоподібні (Coraciiformes)
| Українська назва                      | Латинська назва  | Геологічний період             | Місця знахідок     | Примітки                        | Зображення |
| Ряд: Сиворакшоподібні (Coraciiformes) |                  |                                |                    |                                 |            |
|                                       | Quasisyndactylus | середній еоцен                 | Німеччина          |                                 |            |
|                                       | Cryptornis       | пізній еоцен                   | Франція            |                                 |            |
| Паракораціас                          | Paracoracias     | ранній еоцен                   | Вайомінг           |                                 |            |
|                                       | Protornis        | олігоцен 33М                   | Швейцарія          |                                 |            |
| Родина: †Geranopteridae               |                  |                                |                    |                                 |            |
| Гераноптерус                          | Geranopterus     | пізній еоцен — ранній міоцен   | Франція            | включає «Nupharanassa» bohemica |            |
| Родина: †Eocoraciidae                 |                  |                                |                    |                                 |            |
| Еокораціас                            | Eocoracias       | середній еоцен 48М             | Німеччина          |                                 |            |
| Родина: †Primobucconidae              |                  |                                |                    |                                 |            |
| Ботауроїдес                           | Botauroides      | Еоцен 40М                      | Вайомінг, США      |                                 |            |
| Прімобукко                            | Primobucco       | ранній — середній еоцен        | США, Німеччина     |                                 |            |
| Септенкораціас                        | Septencoracias   | ранній еоцен 54М               | Данія, Бельгія     |                                 |            |
| Родина: Тодієві (Todidae)             |                  |                                |                    |                                 |            |
|                                       | Palaeotodus      | пізній еоцен — ранній олігоцен | Європа, Вайомінг   |                                 |            |
| Родина: Сиворакшові (Coraciidae)      |                  |                                |                    |                                 |            |
| Міокораціас                           | Miocoracias      | міоцен                         | Франція            |                                 |            |
| Родина: †Messelirrisoridae            |                  |                                |                    |                                 |            |
| Месселіррісор                         | Messelirrisor    | середній еоцен                 | Німеччина          |                                 |            |
| Родина: Слотнякові (Phoeniculidae)    |                  |                                |                    |                                 |            |
|                                       | Phirriculus      | еоцен                          | Франція, Німеччина |                                 |            |
| Родина: Птахи-носороги (Bucerotidae)  |                  |                                |                    |                                 |            |
|                                       | Euroceros        | пізній міоцен                  | Болгарія           |                                 |            |

#### Трогоноподібні (Trogoniformes)
| Українська назва                      | Латинська назва | Геологічний період                | Місця знахідок     | Примітки | Зображення |
| Ряд: Трогоноподібні (Trogoniformes) . |                 |                                   |                    |          |            |
| Родина: Трогонові (Trogonidae)        |                 |                                   |                    |          |            |
|                                       | Foshanornis     |                                   |                    |          |            |
|                                       | Septentrogon    | пізній палеоцен/ранній еоцен 56М  | Данія              |          |            |
|                                       | Primotrogon     | середній еоцен? — ранній олігоцен | Німеччина, Франція |          |            |
| Паратрогон                            | Paratrogon      | ранній міоцен 22М                 | Франція            |          |            |

#### Дятлоподібні (Piciformes)
| Українська назва                 | Латинська назва    | Геологічний період       | Місця знахідок | Примітки | Зображення |
| Ряд: Дятлоподібні (Piciformes)   |                    |                          |                |          |            |
|                                  | Rupelramphastoides | ранній олігоцен 30М      | Німеччина      |          |            |
|                                  | Jacamatia          | ранній олігоцен 30М      | Франція        |          |            |
| Родина:Бородаткові (Capitonidae) |                    |                          |                |          |            |
|                                  | Capitonides        | ранній — середній міоцен | Німеччина      |          |            |
| Родина:†Miopiconidae             |                    |                          |                |          |            |
| Міопіко                          | Miopico            | міоцен                   | Марокко        |          |            |
| Родина:†Picavidae                |                    |                          |                |          |            |
|                                  | Picavus            |                          |                |          |            |
| Родина:Дятлові (Picidae)         |                    |                          |                |          |            |
|                                  | Palaeopicus        | пізній олігоцен          | Франція        |          |            |
|                                  | Palaeonerpes       | ранній пліоцен           | Канзас         |          |            |
|                                  | Pliopicus          | ранній пліоцен           | Канзас         |          |            |

#### Горобцеподібні (Passeriformes)
| Українська назва                    | Латинська назва    | Геологічний період | Місця знахідок     | Примітки                              | Зображення |
| Ряд: Горобцеподібні (Passeriformes) |                    |                    |                    |                                       |            |
| Еофрінгіллірострум                  | Eofringillirostrum | ранній еоцен 53М   | США, Німеччина     |                                       |            |
| Кросноорніс                         | Crosnoornis        | ранній олігоцен    | Польща             | належить до підряду Tyranni           |            |
| Резовіаорніс                        | Resoviaornis       | олігоцен 29М       | Польща             |                                       |            |
|                                     | Wieslochia         | олігоцен           | Німеччина          |                                       |            |
|                                     | Certhiops          | ранній міоцен 20М  | Німеччина          | належить до надродини Certhioidea     |            |
| Кішінскінія                         | Kischinskinia      | міоцен             | о. Ольхон (Байкал) | належить до надродини Certhioidea     |            |
| Родина:†Palaeoscinidae              |                    |                    |                    |                                       |            |
|                                     | Paleoscinis        | пізній міоцен      | Каліфорнія         |                                       |            |
| Родина:Вивільгові (Oriolidae)       |                    |                    |                    |                                       |            |
|                                     | Longmornis         | ранній міоцен 23М  | Австралія          |                                       |            |
| Родина:Ланграйнові (Artamidae)      |                    |                    |                    |                                       |            |
| Куррартапу                          | Kurrartapu         | ранній міоцен 23М  | Австралія          |                                       |            |
| Родина:Воронові (Corvidae)          |                    |                    |                    |                                       |            |
| Міокорвус                           | Miocorvus          | міоцен 15М         | Франція            |                                       |            |
| Міопіка                             | Miopica            | міоцен 7М          | Україна            |                                       |            |
|                                     | Miocitta           | міоцен 15М         | Колорадо           |                                       |            |
|                                     | Protocitta         | пліоцен-плейстоцен | США                |                                       |            |
|                                     | Henocitta          |                    |                    |                                       |            |
| Родина:Жайворонкові (Alaudidae)     |                    |                    |                    |                                       |            |
| Еремаріда                           | Eremarida          | пізній міоцен      | Болгарія           |                                       |            |
| Родина:Горнерові (Furnariidae)      |                    |                    |                    |                                       |            |
|                                     | Pseudoseisuropsis  | плейстоцен         | Аргентина, Уругвай |                                       |            |
| Родина:Трупіалові (Icteridae)       |                    |                    |                    |                                       |            |
|                                     | Pandanaris         | плейстоцен         | Мексика, США       |                                       |            |
|                                     | Pyelorhamphus      | плейстоцен         | Нью-Мексико        |                                       |            |
| Родина:Вівсянкові (Emberizidae)     |                    |                    |                    |                                       |            |
|                                     | Pampaemberiza      | плейстоцен         | Аргентина          |                                       |            |
|                                     | Emberiza alcoveri  | плейстоцен-голоцен | Канари             | нелітаючий вид, вимер з появою людей. |            |
| Родина:В'юркові (Fringillidae)      |                    |                    |                    |                                       |            |
|                                     | Carduelis triasi   | плейстоцен         | Канарські острови  |                                       |            |
|                                     | Carduelis aurelioi | плейстоцен         | Канарські острови  |                                       |            |